# Lista över fornlämningar i Östra Göinge kommun
Lista över fornlämningar i Östra Göinge kommun är en förteckning av ett urval av de fornlämningar som finns i Östra Göinge kommun.

## Emmislöv
| Namn                            | Lämningstyp                 | Tillkomsttid | Historisk indelning | Plats | Läge                 | ID-nr          | Bild                                      |
| ------------------------------- | --------------------------- | ------------ | ------------------- | ----- | -------------------- | -------------- | ----------------------------------------- |
| Emmislöv 3:1                    | Stenkammargrav              |              | Emmislöv, Skåne     |       | 56.238528, 14.080341 | 10103700030001 | Ladda upp en bild av detta fornminne      |
| Ljusakull (Emmislöv 5:1)        | Hög                         |              | Emmislöv, Skåne     |       | 56.240555, 14.088715 | 10103700050001 | Ladda upp en bild av detta fornminne      |
| Ljusakull (Emmislöv 5:2)        | Grav markerad av sten/block |              | Emmislöv, Skåne     |       | 56.240913, 14.088630 | 10103700050002 | Ladda upp en bild av detta fornminne      |
| Emmislöv 6:1                    | Hällristning                |              | Emmislöv, Skåne     |       | 56.242205, 14.091105 | 10103700060001 | Ladda upp en bild av detta fornminne      |
| Emmislöv 6:2                    | Hällristning                |              | Emmislöv, Skåne     |       | 56.242141, 14.090970 | 10103700060002 | Ladda upp en bild av detta fornminne      |
| Emmislöv 7:1                    | Hällristning                |              | Emmislöv, Skåne     |       | 56.242258, 14.090760 | 10103700070001 | Ladda upp en bild av detta fornminne      |
| Skansabackarna (Emmislöv 8:1)   | Fästning/skans              |              | Emmislöv, Skåne     |       | 56.233846, 14.082065 | 10103700080001 | Ladda upp en bild av detta fornminne      |
| Emmislöv 15:1                   | Hällristning                |              | Emmislöv, Skåne     |       | 56.246197, 14.086193 | 10103700150001 | Ladda upp en bild av detta fornminne      |
| Emmislöv 16:1                   | Stensättning                |              | Emmislöv, Skåne     |       | 56.247614, 14.086832 | 10103700160001 | Ladda upp en bild av detta fornminne      |
| Emmislöv 25:2                   | Hällristning                |              | Emmislöv, Skåne     |       | 56.243886, 14.104982 | 10103700250002 | Ladda upp en bild av detta fornminne      |
| Emmislöv 26:1                   | Hög                         |              | Emmislöv, Skåne     |       | 56.237276, 14.097335 | 10103700260001 | Ladda upp en bild av detta fornminne      |
| Emmislöv 27:1                   | Hällristning                |              | Emmislöv, Skåne     |       | 56.245312, 14.105436 | 10103700270001 | Ladda upp en bild av detta fornminne      |
| Emmislöv 28:1                   | Hällristning                |              | Emmislöv, Skåne     |       | 56.245086, 14.106226 | 10103700280001 | Ladda upp en bild av detta fornminne      |
| Snapphanekullen (Emmislöv 29:1) | Stensättning                |              | Emmislöv, Skåne     |       | 56.243262, 14.106604 | 10103700290001 | Ladda upp en till bild av detta fornminne |
| Emmislöv 30:1                   | Hällristning                |              | Emmislöv, Skåne     |       | 56.247719, 14.089837 | 10103700300001 | Ladda upp en bild av detta fornminne      |
| Emmislöv 30:2                   | Hällristning                |              | Emmislöv, Skåne     |       | 56.247836, 14.089716 | 10103700300002 | Ladda upp en bild av detta fornminne      |
| Emmislöv 31:1                   | Grav markerad av sten/block |              | Emmislöv, Skåne     |       | 56.245931, 14.089700 | 10103700310001 | Ladda upp en bild av detta fornminne      |
| Emmislöv 37:1                   | Hällristning                |              | Emmislöv, Skåne     |       | 56.245156, 14.115727 | 10103700370001 | Ladda upp en bild av detta fornminne      |
| Emmislöv 38:1                   | Hällristning                |              | Emmislöv, Skåne     |       | 56.254190, 14.090341 | 10103700380001 | Ladda upp en bild av detta fornminne      |
| Emmislöv 39:1                   | Hällristning                |              | Emmislöv, Skåne     |       | 56.248191, 14.087487 | 10103700390001 | Ladda upp en bild av detta fornminne      |
| Emmislöv 42:1                   | Begravningsplats            |              | Emmislöv, Skåne     |       | 56.253080, 14.165542 | 10103700420001 | Ladda upp en bild av detta fornminne      |
| Emmislöv 43:1                   | Stensättning                |              | Emmislöv, Skåne     |       | 56.241857, 14.122557 | 10103700430001 | Ladda upp en bild av detta fornminne      |
| Emmislöv 44:1                   | Hällristning                |              | Emmislöv, Skåne     |       | 56.243427, 14.122185 | 10103700440001 | Ladda upp en bild av detta fornminne      |
| Emmislöv 44:2                   | Hällristning                |              | Emmislöv, Skåne     |       | 56.243514, 14.122223 | 10103700440002 | Ladda upp en bild av detta fornminne      |
| Emmislöv 45:1                   | Hällristning                |              | Emmislöv, Skåne     |       | 56.243607, 14.122316 | 10103700450001 | Ladda upp en bild av detta fornminne      |
| Emmislöv 46:1                   | Hällristning                |              | Emmislöv, Skåne     |       | 56.223380, 14.121778 | 10103700460001 | Ladda upp en bild av detta fornminne      |
| Emmislöv 48:1                   | Hällristning                |              | Emmislöv, Skåne     |       | 56.225008, 14.138336 | 10103700480001 | Ladda upp en bild av detta fornminne      |
| Emmislöv 48:2                   | Hällristning                |              | Emmislöv, Skåne     |       | 56.225020, 14.138073 | 10103700480002 | Ladda upp en bild av detta fornminne      |
| Emmislöv 48:3                   | Hällristning                |              | Emmislöv, Skåne     |       | 56.225123, 14.138070 | 10103700480003 | Ladda upp en bild av detta fornminne      |
| Emmislöv 48:4                   | Hällristning                |              | Emmislöv, Skåne     |       | 56.224901, 14.138070 | 10103700480004 | Ladda upp en bild av detta fornminne      |
| Emmislöv 49:1                   | Hög                         |              | Emmislöv, Skåne     |       | 56.251941, 14.091554 | 10103700490001 | Ladda upp en bild av detta fornminne      |
| Emmislöv 62:1                   | Hällristning                |              | Emmislöv, Skåne     |       | 56.222790, 14.087288 | 10103700620001 | Ladda upp en bild av detta fornminne      |
| Emmislöv 63:1                   | Stensättning                |              | Emmislöv, Skåne     |       | 56.226439, 14.093267 | 10103700630001 | Ladda upp en bild av detta fornminne      |
| Emmislöv 64:1                   | Stensättning                |              | Emmislöv, Skåne     |       | 56.239376, 14.078775 | 10103700640001 | Ladda upp en bild av detta fornminne      |
| Emmislöv 66:1                   | Gravfält                    |              | Emmislöv, Skåne     |       | 56.232091, 14.091229 | 10103700660001 | Ladda upp en bild av detta fornminne      |
| Emmislöv 68:1                   | Stensättning                |              | Emmislöv, Skåne     |       | 56.245767, 14.091898 | 10103700680001 | Ladda upp en bild av detta fornminne      |
| Emmislöv 69:1                   | Hällristning                |              | Emmislöv, Skåne     |       | 56.244436, 14.105112 | 10103700690001 | Ladda upp en bild av detta fornminne      |
| Emmislöv 71:1                   | Stensättning                |              | Emmislöv, Skåne     |       | 56.240802, 14.105965 | 10103700710001 | Ladda upp en bild av detta fornminne      |
| Emmislöv 71:2                   | Stensättning                |              | Emmislöv, Skåne     |       | 56.240886, 14.106140 | 10103700710002 | Ladda upp en bild av detta fornminne      |
| Emmislöv 71:3                   | Stensättning                |              | Emmislöv, Skåne     |       | 56.241000, 14.106288 | 10103700710003 | Ladda upp en bild av detta fornminne      |
| Emmislöv 71:4                   | Stensättning                |              | Emmislöv, Skåne     |       | 56.241162, 14.106469 | 10103700710004 | Ladda upp en bild av detta fornminne      |
| Emmislöv 76:1                   | Stensättning                |              | Emmislöv, Skåne     |       | 56.249858, 14.091739 | 10103700760001 | Ladda upp en bild av detta fornminne      |
| Emmislöv 77:1                   | Kvarn                       |              | Emmislöv, Skåne     |       | 56.250549, 14.095375 | 10103700770001 | Ladda upp en bild av detta fornminne      |
| Emmislöv 81:1                   | Hällristning                |              | Emmislöv, Skåne     |       | 56.223486, 14.137615 | 10103700810001 | Ladda upp en bild av detta fornminne      |
| Emmislöv 81:2                   | Hällristning                |              | Emmislöv, Skåne     |       | 56.223325, 14.137915 | 10103700810002 | Ladda upp en bild av detta fornminne      |
| Emmislöv 82:1                   | Kvarn                       |              | Emmislöv, Skåne     |       | 56.220465, 14.132982 | 10103700820001 | Ladda upp en bild av detta fornminne      |
| Emmislöv 83:1                   | Kvarn                       |              | Emmislöv, Skåne     |       | 56.217914, 14.127553 | 10103700830001 | Ladda upp en bild av detta fornminne      |
| Emmislöv 84:1                   | Kvarn                       |              | Emmislöv, Skåne     |       | 56.217894, 14.125581 | 10103700840001 | Ladda upp en bild av detta fornminne      |
| Emmislöv 85:1                   | Begravningsplats            |              | Emmislöv, Skåne     |       | 56.228261, 14.099173 | 10103700850001 | Ladda upp en bild av detta fornminne      |
| Emmislöv 87:1                   | Hällristning                |              | Emmislöv, Skåne     |       | 56.235893, 14.117779 | 10103700870001 | Ladda upp en bild av detta fornminne      |
| Emmislöv 88:1                   | Stensättning                |              | Emmislöv, Skåne     |       | 56.236376, 14.120431 | 10103700880001 | Ladda upp en bild av detta fornminne      |
| Emmislöv 101:1                  | Hällristning                |              | Emmislöv, Skåne     |       | 56.231791, 14.115965 | 10103701010001 | Ladda upp en bild av detta fornminne      |
| Emmislöv 104:1                  | Stensättning                |              | Emmislöv, Skåne     |       | 56.231003, 14.140142 | 10103701040001 | Ladda upp en bild av detta fornminne      |
| Emmislöv 104:2                  | Stensättning                |              | Emmislöv, Skåne     |       | 56.230870, 14.139806 | 10103701040002 | Ladda upp en bild av detta fornminne      |
| Emmislöv 110:1                  | Hällristning                |              | Emmislöv, Skåne     |       | 56.217842, 14.121807 | 10103701100001 | Ladda upp en bild av detta fornminne      |
| Emmislöv 111:1                  | Hällristning                |              | Emmislöv, Skåne     |       | 56.216864, 14.124636 | 10103701110001 | Ladda upp en bild av detta fornminne      |
| Emmislöv 112:1                  | Hällristning                |              | Emmislöv, Skåne     |       | 56.220865, 14.129140 | 10103701120001 | Ladda upp en bild av detta fornminne      |
| Emmislöv 113:1                  | Hällristning                |              | Emmislöv, Skåne     |       | 56.223839, 14.137198 | 10103701130001 | Ladda upp en bild av detta fornminne      |
| Emmislöv 113:2                  | Hällristning                |              | Emmislöv, Skåne     |       | 56.223831, 14.137185 | 10103701130002 | Ladda upp en bild av detta fornminne      |
| Emmislöv 114:1                  | Hällristning                |              | Emmislöv, Skåne     |       | 56.224313, 14.138934 | 10103701140001 | Ladda upp en bild av detta fornminne      |
| Emmislöv 114:2                  | Hällristning                |              | Emmislöv, Skåne     |       | 56.224144, 14.138649 | 10103701140002 | Ladda upp en bild av detta fornminne      |
| Emmislöv 114:3                  | Hällristning                |              | Emmislöv, Skåne     |       | 56.224572, 14.139004 | 10103701140003 | Ladda upp en bild av detta fornminne      |
| Emmislöv 115:1                  | Hällristning                |              | Emmislöv, Skåne     |       | 56.225027, 14.139441 | 10103701150001 | Ladda upp en bild av detta fornminne      |
| Emmislöv 116:1                  | Hällristning                |              | Emmislöv, Skåne     |       | 56.225393, 14.141342 | 10103701160001 | Ladda upp en bild av detta fornminne      |
| Emmislöv 116:2                  | Hällristning                |              | Emmislöv, Skåne     |       | 56.225393, 14.141342 | 10103701160002 | Ladda upp en bild av detta fornminne      |
| Emmislöv 117:1                  | Hällristning                |              | Emmislöv, Skåne     |       | 56.226174, 14.139616 | 10103701170001 | Ladda upp en bild av detta fornminne      |
| Emmislöv 118:1                  | Hällristning                |              | Emmislöv, Skåne     |       | 56.226447, 14.137812 | 10103701180001 | Ladda upp en bild av detta fornminne      |
| Emmislöv 118:2                  | Hällristning                |              | Emmislöv, Skåne     |       | 56.226567, 14.137889 | 10103701180002 | Ladda upp en bild av detta fornminne      |
| Emmislöv 119:1                  | Hällristning                |              | Emmislöv, Skåne     |       | 56.225683, 14.138518 | 10103701190001 | Ladda upp en bild av detta fornminne      |
| Emmislöv 119:2                  | Hällristning                |              | Emmislöv, Skåne     |       | 56.225469, 14.138430 | 10103701190002 | Ladda upp en bild av detta fornminne      |
| Emmislöv 120:1                  | Hällristning                |              | Emmislöv, Skåne     |       | 56.224540, 14.137556 | 10103701200001 | Ladda upp en bild av detta fornminne      |
| Emmislöv 121:1                  | Hällristning                |              | Emmislöv, Skåne     |       | 56.225098, 14.121928 | 10103701210001 | Ladda upp en bild av detta fornminne      |
| Emmislöv 122:1                  | Hällristning                |              | Emmislöv, Skåne     |       | 56.228769, 14.124141 | 10103701220001 | Ladda upp en bild av detta fornminne      |
| Emmislöv 123:1                  | Hällristning                |              | Emmislöv, Skåne     |       | 56.235420, 14.115875 | 10103701230001 | Ladda upp en bild av detta fornminne      |
| Emmislöv 124:1                  | Hällristning                |              | Emmislöv, Skåne     |       | 56.235400, 14.113938 | 10103701240001 | Ladda upp en bild av detta fornminne      |
| Emmislöv 125:1                  | Hällristning                |              | Emmislöv, Skåne     |       | 56.234551, 14.113665 | 10103701250001 | Ladda upp en bild av detta fornminne      |
| Emmislöv 126:1                  | Hällristning                |              | Emmislöv, Skåne     |       | 56.232078, 14.108135 | 10103701260001 | Ladda upp en bild av detta fornminne      |
| Emmislöv 127:1                  | Hällristning                |              | Emmislöv, Skåne     |       | 56.237669, 14.118725 | 10103701270001 | Ladda upp en bild av detta fornminne      |
| Emmislöv 128:1                  | Hällristning                |              | Emmislöv, Skåne     |       | 56.243590, 14.123634 | 10103701280001 | Ladda upp en bild av detta fornminne      |
| Emmislöv 129:1                  | Hällristning                |              | Emmislöv, Skåne     |       | 56.245688, 14.114809 | 10103701290001 | Ladda upp en bild av detta fornminne      |
| Emmislöv 130:1                  | Hällristning                |              | Emmislöv, Skåne     |       | 56.246926, 14.113211 | 10103701300001 | Ladda upp en bild av detta fornminne      |
| Emmislöv 130:2                  | Hällristning                |              | Emmislöv, Skåne     |       | 56.246903, 14.112831 | 10103701300002 | Ladda upp en bild av detta fornminne      |
| Emmislöv 131:1                  | Hällristning                |              | Emmislöv, Skåne     |       | 56.246835, 14.108731 | 10103701310001 | Ladda upp en bild av detta fornminne      |
| Emmislöv 132:1                  | Hällristning                |              | Emmislöv, Skåne     |       | 56.245584, 14.110243 | 10103701320001 | Ladda upp en bild av detta fornminne      |
| Emmislöv 133:1                  | Hällristning                |              | Emmislöv, Skåne     |       | 56.241636, 14.107167 | 10103701330001 | Ladda upp en bild av detta fornminne      |
| Emmislöv 134:1                  | Hällristning                |              | Emmislöv, Skåne     |       | 56.241076, 14.097560 | 10103701340001 | Ladda upp en bild av detta fornminne      |
| Emmislöv 134:2                  | Hällristning                |              | Emmislöv, Skåne     |       | 56.241084, 14.097795 | 10103701340002 | Ladda upp en bild av detta fornminne      |
| Emmislöv 135:1                  | Hällristning                |              | Emmislöv, Skåne     |       | 56.246760, 14.095529 | 10103701350001 | Ladda upp en bild av detta fornminne      |
| Emmislöv 136:1                  | Hällristning                |              | Emmislöv, Skåne     |       | 56.246138, 14.095633 | 10103701360001 | Ladda upp en bild av detta fornminne      |
| Emmislöv 137:1                  | Hällristning                |              | Emmislöv, Skåne     |       | 56.245618, 14.091797 | 10103701370001 | Ladda upp en bild av detta fornminne      |
| Emmislöv 137:2                  | Hällristning                |              | Emmislöv, Skåne     |       | 56.245430, 14.091780 | 10103701370002 | Ladda upp en bild av detta fornminne      |
| Emmislöv 138:1                  | Hällristning                |              | Emmislöv, Skåne     |       | 56.246587, 14.088156 | 10103701380001 | Ladda upp en bild av detta fornminne      |
| Emmislöv 139:1                  | Stensättning                |              | Emmislöv, Skåne     |       | 56.222213, 14.129743 | 10103701390001 | Ladda upp en bild av detta fornminne      |
| Emmislöv 139:2                  | Stensättning                |              | Emmislöv, Skåne     |       | 56.222085, 14.129573 | 10103701390002 | Ladda upp en bild av detta fornminne      |
| Emmislöv 141:1                  | Hällristning                |              | Emmislöv, Skåne     |       | 56.224922, 14.145460 | 10103701410001 | Ladda upp en bild av detta fornminne      |

## Glimåkra
| Namn                               | Lämningstyp    | Tillkomsttid | Historisk indelning | Plats | Läge                 | ID-nr          | Bild                                 |
| ---------------------------------- | -------------- | ------------ | ------------------- | ----- | -------------------- | -------------- | ------------------------------------ |
| Glimåkra 8:1                       | Hällristning   |              | Glimåkra, Skåne     |       | 56.352556, 14.156510 | 10104900080001 | Ladda upp en bild av detta fornminne |
| Glimåkra 9:1                       | Hällristning   |              | Glimåkra, Skåne     |       | 56.321200, 14.139994 | 10104900090001 | Ladda upp en bild av detta fornminne |
| Glimåkra 11:1                      | Hällristning   |              | Glimåkra, Skåne     |       | 56.342315, 14.147862 | 10104900110001 | Ladda upp en bild av detta fornminne |
| Glimåkra 12:1                      | Hällristning   |              | Glimåkra, Skåne     |       | 56.332215, 14.166056 | 10104900120001 | Ladda upp en bild av detta fornminne |
| Glimåkra 13:1                      | Hällristning   |              | Glimåkra, Skåne     |       | 56.325372, 14.167916 | 10104900130001 | Ladda upp en bild av detta fornminne |
| Glimåkra 18:1                      | Hällristning   |              | Glimåkra, Skåne     |       | 56.329052, 14.165349 | 10104900180001 | Ladda upp en bild av detta fornminne |
| Glimåkra 19:1                      | Hällristning   |              | Glimåkra, Skåne     |       | 56.326621, 14.167023 | 10104900190001 | Ladda upp en bild av detta fornminne |
| Glimåkra 19:2                      | Hällristning   |              | Glimåkra, Skåne     |       | 56.326634, 14.167035 | 10104900190002 | Ladda upp en bild av detta fornminne |
| Glimåkra 20:1                      | Hällristning   |              | Glimåkra, Skåne     |       | 56.328891, 14.164375 | 10104900200001 | Ladda upp en bild av detta fornminne |
| Glimåkra 20:2                      | Hällristning   |              | Glimåkra, Skåne     |       | 56.328533, 14.164228 | 10104900200002 | Ladda upp en bild av detta fornminne |
| Glimåkra 25:1                      | Röse           |              | Glimåkra, Skåne     |       | 56.333676, 14.139854 | 10104900250001 | Ladda upp en bild av detta fornminne |
| Glimåkra 25:2                      | Hällristning   |              | Glimåkra, Skåne     |       | 56.333777, 14.140008 | 10104900250002 | Ladda upp en bild av detta fornminne |
| Glimåkra 25:3                      | Hällristning   |              | Glimåkra, Skåne     |       | 56.333875, 14.140092 | 10104900250003 | Ladda upp en bild av detta fornminne |
| Glimåkra 26:1                      | Röse           |              | Glimåkra, Skåne     |       | 56.338558, 14.139157 | 10104900260001 | Ladda upp en bild av detta fornminne |
| Glimåkra 27:1                      | Hällristning   |              | Glimåkra, Skåne     |       | 56.329446, 14.164508 | 10104900270001 | Ladda upp en bild av detta fornminne |
| Glimåkra 28:1                      | Hällristning   |              | Glimåkra, Skåne     |       | 56.328103, 14.165259 | 10104900280001 | Ladda upp en bild av detta fornminne |
| Glimåkra 28:2                      | Hällristning   |              | Glimåkra, Skåne     |       | 56.328103, 14.164688 | 10104900280002 | Ladda upp en bild av detta fornminne |
| Glimåkra 28:3                      | Hällristning   |              | Glimåkra, Skåne     |       | 56.328220, 14.165257 | 10104900280003 | Ladda upp en bild av detta fornminne |
| Glimåkra 28:4                      | Hällristning   |              | Glimåkra, Skåne     |       | 56.328341, 14.165090 | 10104900280004 | Ladda upp en bild av detta fornminne |
| Glimåkra 30:1                      | Röse           |              | Glimåkra, Skåne     |       | 56.317249, 14.116521 | 10104900300001 | Ladda upp en bild av detta fornminne |
| Glimåkra 31:1                      | Hällristning   |              | Glimåkra, Skåne     |       | 56.317236, 14.117076 | 10104900310001 | Ladda upp en bild av detta fornminne |
| Glimåkra 32:1                      | Hällristning   |              | Glimåkra, Skåne     |       | 56.316487, 14.116839 | 10104900320001 | Ladda upp en bild av detta fornminne |
| Glimåkra 40:1                      | Minnesmärke    |              | Glimåkra, Skåne     |       | 56.296790, 14.264827 | 10104900400001 | Ladda upp en bild av detta fornminne |
| Glimåkra 46:1                      | Stenkammargrav |              | Glimåkra, Skåne     |       | 56.275163, 14.124846 | 10104900460001 | Ladda upp en bild av detta fornminne |
| Glimåkra 50:1                      | Hög            |              | Glimåkra, Skåne     |       | 56.320560, 14.133325 | 10104900500001 | Ladda upp en bild av detta fornminne |
| Glimåkra 57:1                      | Hällristning   |              | Glimåkra, Skåne     |       | 56.327952, 14.166265 | 10104900570001 | Ladda upp en bild av detta fornminne |
| Glimåkra 58:1                      | Hällristning   |              | Glimåkra, Skåne     |       | 56.331063, 14.165001 | 10104900580001 | Ladda upp en bild av detta fornminne |
| Glimåkra 61:1                      | Hällristning   |              | Glimåkra, Skåne     |       | 56.305092, 14.155266 | 10104900610001 | Ladda upp en bild av detta fornminne |
| Glimåkra 65:1                      | Hällristning   |              | Glimåkra, Skåne     |       | 56.301559, 14.152883 | 10104900650001 | Ladda upp en bild av detta fornminne |
| Glimåkra 68:1                      | Hällristning   |              | Glimåkra, Skåne     |       | 56.300651, 14.152801 | 10104900680001 | Ladda upp en bild av detta fornminne |
| Glimåkra 85:1                      | Hällristning   |              | Glimåkra, Skåne     |       | 56.277536, 14.145630 | 10104900850001 | Ladda upp en bild av detta fornminne |
| Glimåkra 89:1                      | Hällristning   |              | Glimåkra, Skåne     |       | 56.307325, 14.137871 | 10104900890001 | Ladda upp en bild av detta fornminne |
| Glimåkra 90:1                      | Stensättning   |              | Glimåkra, Skåne     |       | 56.311438, 14.135239 | 10104900900001 | Ladda upp en bild av detta fornminne |
| Glimåkra 91:1                      | Hällristning   |              | Glimåkra, Skåne     |       | 56.317191, 14.115625 | 10104900910001 | Ladda upp en bild av detta fornminne |
| Glimåkra 92:1                      | Hällristning   |              | Glimåkra, Skåne     |       | 56.317784, 14.117553 | 10104900920001 | Ladda upp en bild av detta fornminne |
| Glimåkra 95:1                      | Hällristning   |              | Glimåkra, Skåne     |       | 56.309549, 14.158558 | 10104900950001 | Ladda upp en bild av detta fornminne |
| Glimåkra 104:1                     | Hällristning   |              | Glimåkra, Skåne     |       | 56.297754, 14.134861 | 10104901040001 | Ladda upp en bild av detta fornminne |
| Glimåkra 114:1                     | Hällristning   |              | Glimåkra, Skåne     |       | 56.330875, 14.084569 | 10104901140001 | Ladda upp en bild av detta fornminne |
| Glimåkra 133:1                     | Hällristning   |              | Glimåkra, Skåne     |       | 56.323981, 14.115999 | 10104901330001 | Ladda upp en bild av detta fornminne |
| Glimåkra 139:1                     | Hällristning   |              | Glimåkra, Skåne     |       | 56.320489, 14.133015 | 10104901390001 | Ladda upp en bild av detta fornminne |
| Glimåkra 141:1                     | Stensättning   |              | Glimåkra, Skåne     |       | 56.314840, 14.125341 | 10104901410001 | Ladda upp en bild av detta fornminne |
| Glimåkra 141:2                     | Stensättning   |              | Glimåkra, Skåne     |       | 56.314941, 14.125222 | 10104901410002 | Ladda upp en bild av detta fornminne |
| Glimåkra 169:1                     | Hällristning   |              | Glimåkra, Skåne     |       | 56.334909, 14.168851 | 10104901690001 | Ladda upp en bild av detta fornminne |
| Glimåkra 174:1                     | Hällristning   |              | Glimåkra, Skåne     |       | 56.331325, 14.152805 | 10104901740001 | Ladda upp en bild av detta fornminne |
| Glimåkra 185:1                     | Hällristning   |              | Glimåkra, Skåne     |       | 56.308404, 14.144361 | 10104901850001 | Ladda upp en bild av detta fornminne |
| Glimåkra 185:2                     | Hällristning   |              | Glimåkra, Skåne     |       | 56.308511, 14.144697 | 10104901850002 | Ladda upp en bild av detta fornminne |
| Glimåkra 188:1                     | Hällristning   |              | Glimåkra, Skåne     |       | 56.304374, 14.218621 | 10104901880001 | Ladda upp en bild av detta fornminne |
| Glimåkra 189:1                     | Hällristning   |              | Glimåkra, Skåne     |       | 56.305620, 14.215712 | 10104901890001 | Ladda upp en bild av detta fornminne |
| Sporrakulla kvarn (Glimåkra 211:1) | Kvarn          |              | Glimåkra, Skåne     |       | 56.290942, 14.233398 | 10104902110001 | Ladda upp en bild av detta fornminne |
| Glimåkra 252:1                     | Hällristning   |              | Glimåkra, Skåne     |       | 56.306505, 14.138013 | 10104902520001 | Ladda upp en bild av detta fornminne |
| Glimåkra 254:1                     | Hällristning   |              | Glimåkra, Skåne     |       | 56.333563, 14.094075 | 10104902540001 | Ladda upp en bild av detta fornminne |
| Glimåkra 257:1                     | Hällristning   |              | Glimåkra, Skåne     |       | 56.315399, 14.136208 | 10104902570001 | Ladda upp en bild av detta fornminne |
| Glimåkra 258:1                     | Hällristning   |              | Glimåkra, Skåne     |       | 56.336504, 14.140132 | 10104902580001 | Ladda upp en bild av detta fornminne |
| Glimåkra 271:1                     | Hällristning   |              | Glimåkra, Skåne     |       | 56.318274, 14.098847 | 10104902710001 | Ladda upp en bild av detta fornminne |
| Glimåkra 271:2                     | Hällristning   |              | Glimåkra, Skåne     |       | 56.318587, 14.098559 | 10104902710002 | Ladda upp en bild av detta fornminne |
| Glimåkra 272:1                     | Stensättning   |              | Glimåkra, Skåne     |       | 56.283567, 14.088314 | 10104902720001 | Ladda upp en bild av detta fornminne |
| Glimåkra 277:1                     | Röse           |              | Glimåkra, Skåne     |       | 56.308945, 14.094754 | 10104902770001 | Ladda upp en bild av detta fornminne |
| Glimåkra 278:1                     | Stensättning   |              | Glimåkra, Skåne     |       | 56.313358, 14.098201 | 10104902780001 | Ladda upp en bild av detta fornminne |
| Glimåkra 281:1                     | Hällristning   |              | Glimåkra, Skåne     |       | 56.309551, 14.095603 | 10104902810001 | Ladda upp en bild av detta fornminne |
| Glimåkra 341:1                     | Röse           |              | Glimåkra, Skåne     |       | 56.310434, 14.152975 | 10104903410001 | Ladda upp en bild av detta fornminne |

## Gryt
| Namn                               | Lämningstyp                 | Tillkomsttid | Historisk indelning | Plats | Läge                 | ID-nr          | Bild                                      |
| ---------------------------------- | --------------------------- | ------------ | ------------------- | ----- | -------------------- | -------------- | ----------------------------------------- |
| Frännarpshällristningen (Gryt 1:1) | Hällristning                |              | Gryt, Skåne         |       | 56.202343, 14.032244 | 10105100010001 | Ladda upp en till bild av detta fornminne |
| Gryt 2:1                           | Hög                         |              | Gryt, Skåne         |       | 56.206222, 14.051576 | 10105100020001 | Ladda upp en bild av detta fornminne      |
| Gryt 2:2                           | Hög                         |              | Gryt, Skåne         |       | 56.206258, 14.051972 | 10105100020002 | Ladda upp en bild av detta fornminne      |
| Gryt 3:1                           | Hög                         |              | Gryt, Skåne         |       | 56.205151, 14.051477 | 10105100030001 | Ladda upp en bild av detta fornminne      |
| Gryt 3:2                           | Grav markerad av sten/block |              | Gryt, Skåne         |       | 56.205414, 14.051307 | 10105100030002 | Ladda upp en bild av detta fornminne      |
| Gryt 3:3                           | Grav markerad av sten/block |              | Gryt, Skåne         |       | 56.205468, 14.051656 | 10105100030003 | Ladda upp en bild av detta fornminne      |
| Gryt 4:1                           | Hög                         |              | Gryt, Skåne         |       | 56.205020, 14.053061 | 10105100040001 | Ladda upp en bild av detta fornminne      |
| Gryt 5:1                           | Hällristning                |              | Gryt, Skåne         |       | 56.204782, 14.054105 | 10105100050001 | Ladda upp en bild av detta fornminne      |
| Svenshög (Gryt 6:1)                | Hög                         |              | Gryt, Skåne         |       | 56.204048, 14.054698 | 10105100060001 | Ladda upp en bild av detta fornminne      |
| Gryt 7:1                           | Hög                         |              | Gryt, Skåne         |       | 56.205990, 14.053131 | 10105100070001 | Ladda upp en bild av detta fornminne      |
| Gryt 8:1                           | Gravfält                    |              | Gryt, Skåne         |       | 56.203527, 14.051029 | 10105100080001 | Ladda upp en bild av detta fornminne      |
| Gryt 9:1                           | Hög                         |              | Gryt, Skåne         |       | 56.202108, 14.052413 | 10105100090001 | Ladda upp en bild av detta fornminne      |
| Gryt 9:2                           | Hög                         |              | Gryt, Skåne         |       | 56.202067, 14.051750 | 10105100090002 | Ladda upp en bild av detta fornminne      |
| Gryt 9:3                           | Hög                         |              | Gryt, Skåne         |       | 56.202266, 14.052315 | 10105100090003 | Ladda upp en bild av detta fornminne      |
| Gryt 10:1                          | Stensättning                |              | Gryt, Skåne         |       | 56.200781, 14.044523 | 10105100100001 | Ladda upp en bild av detta fornminne      |
| Gryt 14:1                          | Stensättning                |              | Gryt, Skåne         |       | 56.194405, 14.056055 | 10105100140001 | Ladda upp en bild av detta fornminne      |
| Gryt 15:1                          | Hög                         |              | Gryt, Skåne         |       | 56.191517, 14.035952 | 10105100150001 | Ladda upp en bild av detta fornminne      |
| Gryt 16:1                          | Hällristning                |              | Gryt, Skåne         |       | 56.192372, 14.035099 | 10105100160001 | Ladda upp en bild av detta fornminne      |
| Gryt 17:1                          | Hög                         |              | Gryt, Skåne         |       | 56.207149, 14.036163 | 10105100170001 | Ladda upp en bild av detta fornminne      |
| Gryt 17:2                          | Hög                         |              | Gryt, Skåne         |       | 56.207071, 14.036495 | 10105100170002 | Ladda upp en bild av detta fornminne      |
| Gryt 18:1                          | Stenkammargrav              |              | Gryt, Skåne         |       | 56.211265, 14.034467 | 10105100180001 | Ladda upp en bild av detta fornminne      |
| Gryt 19:1                          | Hög                         |              | Gryt, Skåne         |       | 56.211662, 14.039951 | 10105100190001 | Ladda upp en bild av detta fornminne      |
| Gryt 19:2                          | Röse                        |              | Gryt, Skåne         |       | 56.211675, 14.040352 | 10105100190002 | Ladda upp en bild av detta fornminne      |
| Gryt 19:3                          | Röse                        |              | Gryt, Skåne         |       | 56.211793, 14.040457 | 10105100190003 | Ladda upp en bild av detta fornminne      |
| Gryt 19:4                          | Röse                        |              | Gryt, Skåne         |       | 56.211891, 14.040579 | 10105100190004 | Ladda upp en bild av detta fornminne      |
| Gryt 19:5                          | Grav markerad av sten/block |              | Gryt, Skåne         |       | 56.212027, 14.040735 | 10105100190005 | Ladda upp en bild av detta fornminne      |
| Gryt 19:6                          | Hällristning                |              | Gryt, Skåne         |       | 56.211595, 14.039946 | 10105100190006 | Ladda upp en bild av detta fornminne      |
| Gryt 20:1                          | Röse                        |              | Gryt, Skåne         |       | 56.209428, 14.041691 | 10105100200001 | Ladda upp en bild av detta fornminne      |
| Gryt 21:1                          | Grav markerad av sten/block |              | Gryt, Skåne         |       | 56.187940, 14.037820 | 10105100210001 | Ladda upp en bild av detta fornminne      |
| Gryt 24:1                          | Hög                         |              | Gryt, Skåne         |       | 56.196349, 14.050370 | 10105100240001 | Ladda upp en bild av detta fornminne      |
| Gryt 24:2                          | Hög                         |              | Gryt, Skåne         |       | 56.196517, 14.050197 | 10105100240002 | Ladda upp en bild av detta fornminne      |
| Gryt 25:1                          | Hög                         |              | Gryt, Skåne         |       | 56.195667, 14.049759 | 10105100250001 | Ladda upp en bild av detta fornminne      |
| Gryt 26:1                          | Hällristning                |              | Gryt, Skåne         |       | 56.201023, 14.033558 | 10105100260001 | Ladda upp en bild av detta fornminne      |
| Gryt 27:1                          | Grav markerad av sten/block |              | Gryt, Skåne         |       | 56.214991, 14.022467 | 10105100270001 | Ladda upp en bild av detta fornminne      |
| Gryt 28:1                          | Stensättning                |              | Gryt, Skåne         |       | 56.213381, 14.015577 | 10105100280001 | Ladda upp en bild av detta fornminne      |
| Gryt 29:1                          | Stensättning                |              | Gryt, Skåne         |       | 56.209417, 14.020575 | 10105100290001 | Ladda upp en bild av detta fornminne      |
| Gryt 29:2                          | Stensättning                |              | Gryt, Skåne         |       | 56.209578, 14.020869 | 10105100290002 | Ladda upp en bild av detta fornminne      |
| Gryt 31:1                          | Hög                         |              | Gryt, Skåne         |       | 56.220310, 14.060089 | 10105100310001 | Ladda upp en bild av detta fornminne      |
| Gryt 34:1                          | Röse                        |              | Gryt, Skåne         |       | 56.228790, 14.043816 | 10105100340001 | Ladda upp en bild av detta fornminne      |
| Gryt 34:2                          | Röse                        |              | Gryt, Skåne         |       | 56.228431, 14.043889 | 10105100340002 | Ladda upp en bild av detta fornminne      |
| Gryt 34:3                          | Röse                        |              | Gryt, Skåne         |       | 56.228516, 14.044407 | 10105100340003 | Ladda upp en bild av detta fornminne      |
| Gryt 35:1                          | Stensättning                |              | Gryt, Skåne         |       | 56.229984, 14.045240 | 10105100350001 | Ladda upp en bild av detta fornminne      |
| Gryt 36:1                          | Stensättning                |              | Gryt, Skåne         |       | 56.230503, 14.044820 | 10105100360001 | Ladda upp en bild av detta fornminne      |
| Gryt 36:2                          | Stensättning                |              | Gryt, Skåne         |       | 56.230309, 14.044823 | 10105100360002 | Ladda upp en bild av detta fornminne      |
| Gryt 36:3                          | Stensättning                |              | Gryt, Skåne         |       | 56.230512, 14.045149 | 10105100360003 | Ladda upp en bild av detta fornminne      |
| Gryt 37:1                          | Stensättning                |              | Gryt, Skåne         |       | 56.230447, 14.043490 | 10105100370001 | Ladda upp en bild av detta fornminne      |
| Gryt 38:1                          | Röse                        |              | Gryt, Skåne         |       | 56.230680, 14.043548 | 10105100380001 | Ladda upp en bild av detta fornminne      |
| Gryt 39:1                          | Stensättning                |              | Gryt, Skåne         |       | 56.227910, 14.045487 | 10105100390001 | Ladda upp en bild av detta fornminne      |
| Gryt 40:1                          | Röse                        |              | Gryt, Skåne         |       | 56.225925, 14.042745 | 10105100400001 | Ladda upp en bild av detta fornminne      |
| Gryt 41:1                          | Stensättning                |              | Gryt, Skåne         |       | 56.193534, 14.031211 | 10105100410001 | Ladda upp en bild av detta fornminne      |
| Gryt 43:1                          | Stensättning                |              | Gryt, Skåne         |       | 56.198346, 14.029397 | 10105100430001 | Ladda upp en bild av detta fornminne      |
| Gryt 43:2                          | Hällristning                |              | Gryt, Skåne         |       | 56.198416, 14.029325 | 10105100430002 | Ladda upp en bild av detta fornminne      |
| Gryt 44:1                          | Stensättning                |              | Gryt, Skåne         |       | 56.200446, 14.008231 | 10105100440001 | Ladda upp en bild av detta fornminne      |
| Gryt 45:1                          | Stensättning                |              | Gryt, Skåne         |       | 56.202144, 14.005774 | 10105100450001 | Ladda upp en bild av detta fornminne      |
| Gryt 46:1                          | Stensättning                |              | Gryt, Skåne         |       | 56.201040, 14.000504 | 10105100460001 | Ladda upp en bild av detta fornminne      |
| Gryt 46:2                          | Stensättning                |              | Gryt, Skåne         |       | 56.201219, 14.000448 | 10105100460002 | Ladda upp en bild av detta fornminne      |
| Gryt 47:1                          | Röse                        |              | Gryt, Skåne         |       | 56.207863, 14.001734 | 10105100470001 | Ladda upp en bild av detta fornminne      |
| Gryt 48:1                          | Röse                        |              | Gryt, Skåne         |       | 56.209661, 14.006957 | 10105100480001 | Ladda upp en bild av detta fornminne      |
| Gryt 48:2                          | Grav markerad av sten/block |              | Gryt, Skåne         |       | 56.209561, 14.007269 | 10105100480002 | Ladda upp en bild av detta fornminne      |
| Gryt 49:1                          | Stensättning                |              | Gryt, Skåne         |       | 56.210070, 14.004609 | 10105100490001 | Ladda upp en bild av detta fornminne      |
| Roms kulle (Gryt 51:1)             | Stensättning                |              | Gryt, Skåne         |       | 56.213154, 14.013318 | 10105100510001 | Ladda upp en bild av detta fornminne      |
| Roms kulle (Gryt 51:2)             | Stensättning                |              | Gryt, Skåne         |       | 56.213313, 14.013144 | 10105100510002 | Ladda upp en bild av detta fornminne      |
| Gryt 52:1                          | Stensättning                |              | Gryt, Skåne         |       | 56.215836, 14.016728 | 10105100520001 | Ladda upp en bild av detta fornminne      |
| Gryt 53:1                          | Stensättning                |              | Gryt, Skåne         |       | 56.202599, 14.039226 | 10105100530001 | Ladda upp en bild av detta fornminne      |
| Gryt 57:1                          | Hällristning                |              | Gryt, Skåne         |       | 56.201762, 14.048841 | 10105100570001 | Ladda upp en bild av detta fornminne      |
| Gryt 59:1                          | Stenkammargrav              |              | Gryt, Skåne         |       | 56.221801, 14.060794 | 10105100590001 | Ladda upp en bild av detta fornminne      |
| Gryt 60:2                          | Hällristning                |              | Gryt, Skåne         |       | 56.217740, 14.065898 | 10105100600002 | Ladda upp en bild av detta fornminne      |
| Gryt 60:3                          | Hällristning                |              | Gryt, Skåne         |       | 56.217917, 14.066013 | 10105100600003 | Ladda upp en bild av detta fornminne      |
| Gryt 61:1                          | Stenkrets                   |              | Gryt, Skåne         |       | 56.204127, 14.050195 | 10105100610001 | Ladda upp en bild av detta fornminne      |
| Gryt 61:2                          | Stenkrets                   |              | Gryt, Skåne         |       | 56.203934, 14.050169 | 10105100610002 | Ladda upp en bild av detta fornminne      |
| Gryt 66:1                          | Hällristning                |              | Gryt, Skåne         |       | 56.215626, 14.022730 | 10105100660001 | Ladda upp en bild av detta fornminne      |
| Gryt 67:1                          | Hällristning                |              | Gryt, Skåne         |       | 56.215668, 14.021570 | 10105100670001 | Ladda upp en bild av detta fornminne      |
| Gryt 68:1                          | Hällristning                |              | Gryt, Skåne         |       | 56.214649, 14.018529 | 10105100680001 | Ladda upp en bild av detta fornminne      |
| Gryt 69:1                          | Hällristning                |              | Gryt, Skåne         |       | 56.214712, 14.015579 | 10105100690001 | Ladda upp en bild av detta fornminne      |
| Gryt 70:1                          | Stensättning                |              | Gryt, Skåne         |       | 56.216689, 14.017964 | 10105100700001 | Ladda upp en bild av detta fornminne      |
| Gryt 71:1                          | Hällristning                |              | Gryt, Skåne         |       | 56.212632, 14.019318 | 10105100710001 | Ladda upp en bild av detta fornminne      |
| Gryt 73:1                          | Hällristning                |              | Gryt, Skåne         |       | 56.213323, 14.009131 | 10105100730001 | Ladda upp en bild av detta fornminne      |
| Gryt 76:1                          | Hällristning                |              | Gryt, Skåne         |       | 56.203976, 14.050577 | 10105100760001 | Ladda upp en bild av detta fornminne      |
| Gryt 78:1                          | Hällristning                |              | Gryt, Skåne         |       | 56.203300, 14.051450 | 10105100780001 | Ladda upp en bild av detta fornminne      |
| Gryt 79:1                          | Hällristning                |              | Gryt, Skåne         |       | 56.203348, 14.053988 | 10105100790001 | Ladda upp en bild av detta fornminne      |
| Gryt 80:1                          | Stensättning                |              | Gryt, Skåne         |       | 56.205728, 14.054116 | 10105100800001 | Ladda upp en bild av detta fornminne      |
| Gryt 81:1                          | Hällristning                |              | Gryt, Skåne         |       | 56.201061, 14.049405 | 10105100810001 | Ladda upp en bild av detta fornminne      |
| Gryt 82:1                          | Stensättning                |              | Gryt, Skåne         |       | 56.201410, 14.049912 | 10105100820001 | Ladda upp en bild av detta fornminne      |
| Gryt 85:1                          | Hällristning                |              | Gryt, Skåne         |       | 56.193706, 14.047596 | 10105100850001 | Ladda upp en bild av detta fornminne      |
| Gryt 86:1                          | Hällristning                |              | Gryt, Skåne         |       | 56.192511, 14.035975 | 10105100860001 | Ladda upp en bild av detta fornminne      |
| Gryt 86:2                          | Hällristning                |              | Gryt, Skåne         |       | 56.192359, 14.036732 | 10105100860002 | Ladda upp en bild av detta fornminne      |
| Gryt 87:1                          | Hällristning                |              | Gryt, Skåne         |       | 56.192876, 14.039248 | 10105100870001 | Ladda upp en bild av detta fornminne      |
| Gryt 88:1                          | Hällristning                |              | Gryt, Skåne         |       | 56.189562, 14.036999 | 10105100880001 | Ladda upp en bild av detta fornminne      |
| Gryt 89:1                          | Hög                         |              | Gryt, Skåne         |       | 56.190935, 14.045204 | 10105100890001 | Ladda upp en bild av detta fornminne      |
| Gryt 90:1                          | Stensättning                |              | Gryt, Skåne         |       | 56.195215, 14.048474 | 10105100900001 | Ladda upp en bild av detta fornminne      |
| Gryt 96:1                          | Stensättning                |              | Gryt, Skåne         |       | 56.224093, 14.020027 | 10105100960001 | Ladda upp en bild av detta fornminne      |
| Gryt 96:2                          | Stensättning                |              | Gryt, Skåne         |       | 56.224129, 14.019717 | 10105100960002 | Ladda upp en bild av detta fornminne      |
| Gryt 96:3                          | Stensättning                |              | Gryt, Skåne         |       | 56.224173, 14.019578 | 10105100960003 | Ladda upp en bild av detta fornminne      |
| Gryt 105:1                         | Stensättning                |              | Gryt, Skåne         |       | 56.188368, 14.035118 | 10105101050001 | Ladda upp en bild av detta fornminne      |
| Spångamölla (Gryt 110:1)           | Kvarn                       |              | Gryt, Skåne         |       | 56.174038, 14.043084 | 10105101100001 | Ladda upp en bild av detta fornminne      |
| Gryt 111:1                         | Stensättning                |              | Gryt, Skåne         |       | 56.215426, 14.028252 | 10105101110001 | Ladda upp en bild av detta fornminne      |
| Gryt 112:1                         | Hällristning                |              | Gryt, Skåne         |       | 56.215458, 14.027975 | 10105101120001 | Ladda upp en bild av detta fornminne      |
| Gryt 114:1                         | Hällristning                |              | Gryt, Skåne         |       | 56.211648, 14.035221 | 10105101140001 | Ladda upp en bild av detta fornminne      |
| Gryt 115:1                         | Röse                        |              | Gryt, Skåne         |       | 56.198982, 14.025970 | 10105101150001 | Ladda upp en bild av detta fornminne      |
| Gryt 117:1                         | Hög                         |              | Gryt, Skåne         |       | 56.210176, 14.058173 | 10105101170001 | Ladda upp en bild av detta fornminne      |
| Gryt 118:1                         | Hög                         |              | Gryt, Skåne         |       | 56.211176, 14.055715 | 10105101180001 | Ladda upp en bild av detta fornminne      |
| Gryt 119:1                         | Stensättning                |              | Gryt, Skåne         |       | 56.223529, 14.033583 | 10105101190001 | Ladda upp en bild av detta fornminne      |
| Gryt 120:1                         | Hällristning                |              | Gryt, Skåne         |       | 56.211588, 14.037961 | 10105101200001 | Ladda upp en bild av detta fornminne      |
| Gryt 121:1                         | Hällristning                |              | Gryt, Skåne         |       | 56.189921, 14.046168 | 10105101210001 | Ladda upp en bild av detta fornminne      |
| Gryt 122:1                         | Hällristning                |              | Gryt, Skåne         |       | 56.185722, 14.038921 | 10105101220001 | Ladda upp en bild av detta fornminne      |
| Gryt 123:1                         | Hällristning                |              | Gryt, Skåne         |       | 56.190186, 14.037093 | 10105101230001 | Ladda upp en bild av detta fornminne      |
| Gryt 124:1                         | Hällristning                |              | Gryt, Skåne         |       | 56.191298, 14.037192 | 10105101240001 | Ladda upp en bild av detta fornminne      |
| Gryt 124:2                         | Hällristning                |              | Gryt, Skåne         |       | 56.191611, 14.037132 | 10105101240002 | Ladda upp en bild av detta fornminne      |
| Gryt 125:1                         | Hällristning                |              | Gryt, Skåne         |       | 56.189764, 14.034684 | 10105101250001 | Ladda upp en bild av detta fornminne      |
| Gryt 126:1                         | Hällristning                |              | Gryt, Skåne         |       | 56.191800, 14.033463 | 10105101260001 | Ladda upp en bild av detta fornminne      |
| Gryt 127:1                         | Hällristning                |              | Gryt, Skåne         |       | 56.192994, 14.034714 | 10105101270001 | Ladda upp en bild av detta fornminne      |
| Gryt 128:1                         | Hällristning                |              | Gryt, Skåne         |       | 56.194423, 14.034413 | 10105101280001 | Ladda upp en bild av detta fornminne      |
| Gryt 129:1                         | Hällristning                |              | Gryt, Skåne         |       | 56.193752, 14.036340 | 10105101290001 | Ladda upp en bild av detta fornminne      |
| Gryt 129:2                         | Hällristning                |              | Gryt, Skåne         |       | 56.193628, 14.036339 | 10105101290002 | Ladda upp en bild av detta fornminne      |
| Gryt 130:1                         | Hällristning                |              | Gryt, Skåne         |       | 56.191518, 14.046839 | 10105101300001 | Ladda upp en bild av detta fornminne      |
| Gryt 131:1                         | Hällristning                |              | Gryt, Skåne         |       | 56.196335, 14.048806 | 10105101310001 | Ladda upp en bild av detta fornminne      |
| Gryt 132:1                         | Hällristning                |              | Gryt, Skåne         |       | 56.195000, 14.047286 | 10105101320001 | Ladda upp en bild av detta fornminne      |
| Gryt 133:1                         | Hällristning                |              | Gryt, Skåne         |       | 56.194607, 14.047283 | 10105101330001 | Ladda upp en bild av detta fornminne      |
| Gryt 134:1                         | Hällristning                |              | Gryt, Skåne         |       | 56.194435, 14.056796 | 10105101340001 | Ladda upp en bild av detta fornminne      |
| Gryt 135:1                         | Hällristning                |              | Gryt, Skåne         |       | 56.193394, 14.055030 | 10105101350001 | Ladda upp en bild av detta fornminne      |
| Gryt 136:1                         | Hällristning                |              | Gryt, Skåne         |       | 56.192754, 14.057087 | 10105101360001 | Ladda upp en bild av detta fornminne      |
| Gryt 136:2                         | Hällristning                |              | Gryt, Skåne         |       | 56.192687, 14.056620 | 10105101360002 | Ladda upp en bild av detta fornminne      |
| Gryt 136:3                         | Hällristning                |              | Gryt, Skåne         |       | 56.192724, 14.057002 | 10105101360003 | Ladda upp en bild av detta fornminne      |
| Gryt 136:4                         | Hällristning                |              | Gryt, Skåne         |       | 56.192699, 14.056942 | 10105101360004 | Ladda upp en bild av detta fornminne      |
| Gryt 137:1                         | Hällristning                |              | Gryt, Skåne         |       | 56.203184, 14.053268 | 10105101370001 | Ladda upp en bild av detta fornminne      |
| Gryt 138:1                         | Hällristning                |              | Gryt, Skåne         |       | 56.204562, 14.054233 | 10105101380001 | Ladda upp en bild av detta fornminne      |
| Gryt 139:1                         | Hällristning                |              | Gryt, Skåne         |       | 56.205111, 14.051118 | 10105101390001 | Ladda upp en bild av detta fornminne      |
| Gryt 140:1                         | Hällristning                |              | Gryt, Skåne         |       | 56.209707, 14.037733 | 10105101400001 | Ladda upp en bild av detta fornminne      |
| Gryt 140:2                         | Hällristning                |              | Gryt, Skåne         |       | 56.209516, 14.037729 | 10105101400002 | Ladda upp en bild av detta fornminne      |
| Gryt 141:1                         | Hällristning                |              | Gryt, Skåne         |       | 56.209820, 14.042485 | 10105101410001 | Ladda upp en bild av detta fornminne      |
| Gryt 141:2                         | Hällristning                |              | Gryt, Skåne         |       | 56.209793, 14.042538 | 10105101410002 | Ladda upp en bild av detta fornminne      |
| Gryt 142:1                         | Hällristning                |              | Gryt, Skåne         |       | 56.209256, 14.042336 | 10105101420001 | Ladda upp en bild av detta fornminne      |
| Gryt 142:2                         | Hällristning                |              | Gryt, Skåne         |       | 56.209258, 14.042174 | 10105101420002 | Ladda upp en bild av detta fornminne      |
| Gryt 143:1                         | Hällristning                |              | Gryt, Skåne         |       | 56.193153, 14.032230 | 10105101430001 | Ladda upp en bild av detta fornminne      |
| Gryt 144:1                         | Hällristning                |              | Gryt, Skåne         |       | 56.193339, 14.030886 | 10105101440001 | Ladda upp en bild av detta fornminne      |
| Gryt 145:1                         | Hällristning                |              | Gryt, Skåne         |       | 56.193562, 14.029947 | 10105101450001 | Ladda upp en bild av detta fornminne      |
| Gryt 146:1                         | Hällristning                |              | Gryt, Skåne         |       | 56.195228, 14.029234 | 10105101460001 | Ladda upp en bild av detta fornminne      |
| Gryt 147:1                         | Hällristning                |              | Gryt, Skåne         |       | 56.190534, 14.033272 | 10105101470001 | Ladda upp en bild av detta fornminne      |
| Gryt 147:2                         | Hällristning                |              | Gryt, Skåne         |       | 56.190415, 14.032818 | 10105101470002 | Ladda upp en bild av detta fornminne      |
| Gryt 148:1                         | Hällristning                |              | Gryt, Skåne         |       | 56.189666, 14.032206 | 10105101480001 | Ladda upp en bild av detta fornminne      |
| Gryt 149:1                         | Hällristning                |              | Gryt, Skåne         |       | 56.190345, 14.031979 | 10105101490001 | Ladda upp en bild av detta fornminne      |
| Gryt 149:2                         | Hällristning                |              | Gryt, Skåne         |       | 56.190353, 14.031853 | 10105101490002 | Ladda upp en bild av detta fornminne      |
| Gryt 149:3                         | Hällristning                |              | Gryt, Skåne         |       | 56.190369, 14.031732 | 10105101490003 | Ladda upp en bild av detta fornminne      |
| Gryt 149:4                         | Hällristning                |              | Gryt, Skåne         |       | 56.190376, 14.031651 | 10105101490004 | Ladda upp en bild av detta fornminne      |
| Gryt 150:1                         | Hällristning                |              | Gryt, Skåne         |       | 56.189089, 14.029373 | 10105101500001 | Ladda upp en bild av detta fornminne      |
| Gryt 151:1                         | Hällristning                |              | Gryt, Skåne         |       | 56.193205, 14.047119 | 10105101510001 | Ladda upp en bild av detta fornminne      |
| Gryt 152:1                         | Hällristning                |              | Gryt, Skåne         |       | 56.193691, 14.045428 | 10105101520001 | Ladda upp en bild av detta fornminne      |
| Gryt 153:1                         | Hällristning                |              | Gryt, Skåne         |       | 56.194365, 14.045318 | 10105101530001 | Ladda upp en bild av detta fornminne      |
| Knislinge 30:1                     | Röse                        |              | Gryt, Skåne         |       | 56.210085, 14.058924 | 10107600300001 | Ladda upp en bild av detta fornminne      |

## Hjärsås
| Namn          | Lämningstyp                 | Tillkomsttid | Historisk indelning | Plats | Läge                 | ID-nr          | Bild                                 |
| ------------- | --------------------------- | ------------ | ------------------- | ----- | -------------------- | -------------- | ------------------------------------ |
| Hjärsås 1:1   | Stenkammargrav              |              | Hjärsås, Skåne      |       | 56.203276, 14.138327 | 10105900010001 | Ladda upp en bild av detta fornminne |
| Hjärsås 2:2   | Stenkrets                   |              | Hjärsås, Skåne      |       | 56.201121, 14.134201 | 10105900020002 | Ladda upp en bild av detta fornminne |
| Hjärsås 3:1   | Hällristning                |              | Hjärsås, Skåne      |       | 56.200042, 14.133294 | 10105900030001 | Ladda upp en bild av detta fornminne |
| Hjärsås 3:2   | Hällristning                |              | Hjärsås, Skåne      |       | 56.200062, 14.133294 | 10105900030002 | Ladda upp en bild av detta fornminne |
| Hjärsås 3:3   | Hällristning                |              | Hjärsås, Skåne      |       | 56.200095, 14.133646 | 10105900030003 | Ladda upp en bild av detta fornminne |
| Hjärsås 3:4   | Hällristning                |              | Hjärsås, Skåne      |       | 56.200058, 14.133288 | 10105900030004 | Ladda upp en bild av detta fornminne |
| Hjärsås 6:1   | Stenkammargrav              |              | Hjärsås, Skåne      |       | 56.201759, 14.133858 | 10105900060001 | Ladda upp en bild av detta fornminne |
| Hjärsås 7:1   | Hög                         |              | Hjärsås, Skåne      |       | 56.200879, 14.131628 | 10105900070001 | Ladda upp en bild av detta fornminne |
| Hjärsås 8:1   | Begravningsplats            |              | Hjärsås, Skåne      |       | 56.202132, 14.133026 | 10105900080001 | Ladda upp en bild av detta fornminne |
| Hjärsås 9:1   | Hällristning                |              | Hjärsås, Skåne      |       | 56.202962, 14.133548 | 10105900090001 | Ladda upp en bild av detta fornminne |
| Hjärsås 13:1  | Hällristning                |              | Hjärsås, Skåne      |       | 56.205052, 14.139622 | 10105900130001 | Ladda upp en bild av detta fornminne |
| Hjärsås 14:1  | Grav markerad av sten/block |              | Hjärsås, Skåne      |       | 56.221286, 14.165468 | 10105900140001 | Ladda upp en bild av detta fornminne |
| Hjärsås 15:1  | Röse                        |              | Hjärsås, Skåne      |       | 56.213575, 14.150705 | 10105900150001 | Ladda upp en bild av detta fornminne |
| Hjärsås 26:1  | Hällristning                |              | Hjärsås, Skåne      |       | 56.210441, 14.138145 | 10105900260001 | Ladda upp en bild av detta fornminne |
| Hjärsås 26:2  | Hällristning                |              | Hjärsås, Skåne      |       | 56.210448, 14.138157 | 10105900260002 | Ladda upp en bild av detta fornminne |
| Hjärsås 27:1  | Hällristning                |              | Hjärsås, Skåne      |       | 56.209854, 14.137210 | 10105900270001 | Ladda upp en bild av detta fornminne |
| Hjärsås 28:1  | Hällristning                |              | Hjärsås, Skåne      |       | 56.204950, 14.137237 | 10105900280001 | Ladda upp en bild av detta fornminne |
| Hjärsås 28:2  | Hällristning                |              | Hjärsås, Skåne      |       | 56.204947, 14.137233 | 10105900280002 | Ladda upp en bild av detta fornminne |
| Hjärsås 31:1  | Grav markerad av sten/block |              | Hjärsås, Skåne      |       | 56.215180, 14.132571 | 10105900310001 | Ladda upp en bild av detta fornminne |
| Hjärsås 32:1  | Hällristning                |              | Hjärsås, Skåne      |       | 56.207143, 14.138361 | 10105900320001 | Ladda upp en bild av detta fornminne |
| Hjärsås 32:2  | Hällristning                |              | Hjärsås, Skåne      |       | 56.207110, 14.138557 | 10105900320002 | Ladda upp en bild av detta fornminne |
| Hjärsås 32:3  | Hällristning                |              | Hjärsås, Skåne      |       | 56.207265, 14.138296 | 10105900320003 | Ladda upp en bild av detta fornminne |
| Hjärsås 52:1  | Hällristning                |              | Hjärsås, Skåne      |       | 56.201846, 14.137697 | 10105900520001 | Ladda upp en bild av detta fornminne |
| Hjärsås 52:2  | Hällristning                |              | Hjärsås, Skåne      |       | 56.201876, 14.137976 | 10105900520002 | Ladda upp en bild av detta fornminne |
| Hjärsås 53:1  | Hällristning                |              | Hjärsås, Skåne      |       | 56.203708, 14.137677 | 10105900530001 | Ladda upp en bild av detta fornminne |
| Hjärsås 54:1  | Hällristning                |              | Hjärsås, Skåne      |       | 56.203684, 14.138768 | 10105900540001 | Ladda upp en bild av detta fornminne |
| Hjärsås 55:1  | Hällristning                |              | Hjärsås, Skåne      |       | 56.202979, 14.139405 | 10105900550001 | Ladda upp en bild av detta fornminne |
| Hjärsås 56:1  | Hällristning                |              | Hjärsås, Skåne      |       | 56.202615, 14.138475 | 10105900560001 | Ladda upp en bild av detta fornminne |
| Hjärsås 57:1  | Hällristning                |              | Hjärsås, Skåne      |       | 56.200133, 14.139722 | 10105900570001 | Ladda upp en bild av detta fornminne |
| Hjärsås 58:1  | Hällristning                |              | Hjärsås, Skåne      |       | 56.206344, 14.141128 | 10105900580001 | Ladda upp en bild av detta fornminne |
| Hjärsås 59:1  | Hällristning                |              | Hjärsås, Skåne      |       | 56.206612, 14.138623 | 10105900590001 | Ladda upp en bild av detta fornminne |
| Hjärsås 59:2  | Hällristning                |              | Hjärsås, Skåne      |       | 56.206525, 14.138871 | 10105900590002 | Ladda upp en bild av detta fornminne |
| Hjärsås 60:1  | Hällristning                |              | Hjärsås, Skåne      |       | 56.206324, 14.137986 | 10105900600001 | Ladda upp en bild av detta fornminne |
| Hjärsås 61:1  | Hällristning                |              | Hjärsås, Skåne      |       | 56.205624, 14.137783 | 10105900610001 | Ladda upp en bild av detta fornminne |
| Hjärsås 62:1  | Hällristning                |              | Hjärsås, Skåne      |       | 56.207606, 14.139069 | 10105900620001 | Ladda upp en bild av detta fornminne |
| Hjärsås 63:1  | Hällristning                |              | Hjärsås, Skåne      |       | 56.208263, 14.138544 | 10105900630001 | Ladda upp en bild av detta fornminne |
| Hjärsås 63:2  | Hällristning                |              | Hjärsås, Skåne      |       | 56.208057, 14.138779 | 10105900630002 | Ladda upp en bild av detta fornminne |
| Hjärsås 64:1  | Hällristning                |              | Hjärsås, Skåne      |       | 56.209852, 14.140825 | 10105900640001 | Ladda upp en bild av detta fornminne |
| Hjärsås 65:1  | Hällristning                |              | Hjärsås, Skåne      |       | 56.211615, 14.138619 | 10105900650001 | Ladda upp en bild av detta fornminne |
| Hjärsås 66:1  | Hällristning                |              | Hjärsås, Skåne      |       | 56.215184, 14.133239 | 10105900660001 | Ladda upp en bild av detta fornminne |
| Hjärsås 67:1  | Hällristning                |              | Hjärsås, Skåne      |       | 56.216194, 14.132015 | 10105900670001 | Ladda upp en bild av detta fornminne |
| Hjärsås 68:1  | Hällristning                |              | Hjärsås, Skåne      |       | 56.212105, 14.148676 | 10105900680001 | Ladda upp en bild av detta fornminne |
| Hjärsås 68:2  | Hällristning                |              | Hjärsås, Skåne      |       | 56.212091, 14.148702 | 10105900680002 | Ladda upp en bild av detta fornminne |
| Hjärsås 69:1  | Hällristning                |              | Hjärsås, Skåne      |       | 56.212167, 14.147965 | 10105900690001 | Ladda upp en bild av detta fornminne |
| Hjärsås 69:2  | Hällristning                |              | Hjärsås, Skåne      |       | 56.212223, 14.147761 | 10105900690002 | Ladda upp en bild av detta fornminne |
| Hjärsås 70:1  | Hällristning                |              | Hjärsås, Skåne      |       | 56.214146, 14.147159 | 10105900700001 | Ladda upp en bild av detta fornminne |
| Hjärsås 71:1  | Hällristning                |              | Hjärsås, Skåne      |       | 56.212511, 14.145630 | 10105900710001 | Ladda upp en bild av detta fornminne |
| Hjärsås 72:1  | Hällristning                |              | Hjärsås, Skåne      |       | 56.211232, 14.145773 | 10105900720001 | Ladda upp en bild av detta fornminne |
| Hjärsås 76:1  | Hällristning                |              | Hjärsås, Skåne      |       | 56.212641, 14.154819 | 10105900760001 | Ladda upp en bild av detta fornminne |
| Hjärsås 77:1  | Hällristning                |              | Hjärsås, Skåne      |       | 56.213342, 14.154431 | 10105900770001 | Ladda upp en bild av detta fornminne |
| Hjärsås 78:1  | Hällristning                |              | Hjärsås, Skåne      |       | 56.213666, 14.153588 | 10105900780001 | Ladda upp en bild av detta fornminne |
| Hjärsås 79:1  | Röse                        |              | Hjärsås, Skåne      |       | 56.220114, 14.150537 | 10105900790001 | Ladda upp en bild av detta fornminne |
| Hjärsås 81:1  | Hällristning                |              | Hjärsås, Skåne      |       | 56.215740, 14.149004 | 10105900810001 | Ladda upp en bild av detta fornminne |
| Hjärsås 82:1  | Stensättning                |              | Hjärsås, Skåne      |       | 56.214061, 14.144286 | 10105900820001 | Ladda upp en bild av detta fornminne |
| Hjärsås 82:2  | Stensättning                |              | Hjärsås, Skåne      |       | 56.213903, 14.144528 | 10105900820002 | Ladda upp en bild av detta fornminne |
| Hjärsås 83:1  | Hällristning                |              | Hjärsås, Skåne      |       | 56.200092, 14.136198 | 10105900830001 | Ladda upp en bild av detta fornminne |
| Hjärsås 84:1  | Hällristning                |              | Hjärsås, Skåne      |       | 56.201609, 14.134280 | 10105900840001 | Ladda upp en bild av detta fornminne |
| Hjärsås 84:2  | Hög                         |              | Hjärsås, Skåne      |       | 56.201608, 14.134258 | 10105900840002 | Ladda upp en bild av detta fornminne |
| Hjärsås 85:1  | Hällristning                |              | Hjärsås, Skåne      |       | 56.202332, 14.134049 | 10105900850001 | Ladda upp en bild av detta fornminne |
| Hjärsås 86:1  | Hällristning                |              | Hjärsås, Skåne      |       | 56.201200, 14.134387 | 10105900860001 | Ladda upp en bild av detta fornminne |
| Hjärsås 86:2  | Hällristning                |              | Hjärsås, Skåne      |       | 56.201217, 14.134406 | 10105900860002 | Ladda upp en bild av detta fornminne |
| Hjärsås 86:3  | Hällristning                |              | Hjärsås, Skåne      |       | 56.201232, 14.134544 | 10105900860003 | Ladda upp en bild av detta fornminne |
| Hjärsås 87:1  | Hällristning                |              | Hjärsås, Skåne      |       | 56.202514, 14.134711 | 10105900870001 | Ladda upp en bild av detta fornminne |
| Hjärsås 87:2  | Hällristning                |              | Hjärsås, Skåne      |       | 56.202531, 14.134714 | 10105900870002 | Ladda upp en bild av detta fornminne |
| Hjärsås 87:3  | Hällristning                |              | Hjärsås, Skåne      |       | 56.202504, 14.134491 | 10105900870003 | Ladda upp en bild av detta fornminne |
| Hjärsås 88:1  | Hällristning                |              | Hjärsås, Skåne      |       | 56.205182, 14.133563 | 10105900880001 | Ladda upp en bild av detta fornminne |
| Hjärsås 89:1  | Hällristning                |              | Hjärsås, Skåne      |       | 56.204945, 14.132008 | 10105900890001 | Ladda upp en bild av detta fornminne |
| Hjärsås 89:2  | Hällristning                |              | Hjärsås, Skåne      |       | 56.205055, 14.132041 | 10105900890002 | Ladda upp en bild av detta fornminne |
| Hjärsås 90:1  | Hällristning                |              | Hjärsås, Skåne      |       | 56.203407, 14.133299 | 10105900900001 | Ladda upp en bild av detta fornminne |
| Hjärsås 90:2  | Hällristning                |              | Hjärsås, Skåne      |       | 56.203417, 14.133264 | 10105900900002 | Ladda upp en bild av detta fornminne |
| Hjärsås 90:3  | Hällristning                |              | Hjärsås, Skåne      |       | 56.203420, 14.133280 | 10105900900003 | Ladda upp en bild av detta fornminne |
| Hjärsås 90:4  | Hällristning                |              | Hjärsås, Skåne      |       | 56.203420, 14.133264 | 10105900900004 | Ladda upp en bild av detta fornminne |
| Hjärsås 90:5  | Hällristning                |              | Hjärsås, Skåne      |       | 56.203407, 14.133443 | 10105900900005 | Ladda upp en bild av detta fornminne |
| Hjärsås 90:6  | Hällristning                |              | Hjärsås, Skåne      |       | 56.203314, 14.133377 | 10105900900006 | Ladda upp en bild av detta fornminne |
| Hjärsås 91:1  | Hällristning                |              | Hjärsås, Skåne      |       | 56.210837, 14.138633 | 10105900910001 | Ladda upp en bild av detta fornminne |
| Hjärsås 94:1  | Hällristning                |              | Hjärsås, Skåne      |       | 56.204598, 14.133185 | 10105900940001 | Ladda upp en bild av detta fornminne |
| Hjärsås 95:1  | Hög                         |              | Hjärsås, Skåne      |       | 56.198743, 14.130969 | 10105900950001 | Ladda upp en bild av detta fornminne |
| Hjärsås 102:1 | Hällristning                |              | Hjärsås, Skåne      |       | 56.218973, 14.154374 | 10105901020001 | Ladda upp en bild av detta fornminne |
| Hjärsås 106:1 | Stensättning                |              | Hjärsås, Skåne      |       | 56.229330, 14.162840 | 10105901060001 | Ladda upp en bild av detta fornminne |
| Hjärsås 129:1 | Stensättning                |              | Hjärsås, Skåne      |       | 56.214968, 14.147809 | 10105901290001 | Ladda upp en bild av detta fornminne |
| Hjärsås 129:2 | Stensättning                |              | Hjärsås, Skåne      |       | 56.214968, 14.147547 | 10105901290002 | Ladda upp en bild av detta fornminne |

## Knislinge
| Namn                            | Lämningstyp                 | Tillkomsttid | Historisk indelning | Plats | Läge                 | ID-nr          | Bild                                 |
| ------------------------------- | --------------------------- | ------------ | ------------------- | ----- | -------------------- | -------------- | ------------------------------------ |
| Knislinge 1:1                   | Röse                        |              | Knislinge, Skåne    |       | 56.202472, 14.060297 | 10107600010001 | Ladda upp en bild av detta fornminne |
| Knislinge 1:2                   | Röse                        |              | Knislinge, Skåne    |       | 56.202726, 14.060287 | 10107600010002 | Ladda upp en bild av detta fornminne |
| Knislinge 1:3                   | Hällristning                |              | Knislinge, Skåne    |       | 56.202555, 14.060279 | 10107600010003 | Ladda upp en bild av detta fornminne |
| Knislinge 1:4                   | Hällristning                |              | Knislinge, Skåne    |       | 56.202432, 14.060374 | 10107600010004 | Ladda upp en bild av detta fornminne |
| Knislinge 2:1                   | Hög                         |              | Knislinge, Skåne    |       | 56.196358, 14.088313 | 10107600020001 | Ladda upp en bild av detta fornminne |
| Knislinge 2:2                   | Hög                         |              | Knislinge, Skåne    |       | 56.196046, 14.087937 | 10107600020002 | Ladda upp en bild av detta fornminne |
| Knislinge 2:3                   | Hällristning                |              | Knislinge, Skåne    |       | 56.195918, 14.087932 | 10107600020003 | Ladda upp en bild av detta fornminne |
| Knislinge 2:4                   | Hällristning                |              | Knislinge, Skåne    |       | 56.195837, 14.087802 | 10107600020004 | Ladda upp en bild av detta fornminne |
| Knislinge 2:5                   | Hällristning                |              | Knislinge, Skåne    |       | 56.195787, 14.087831 | 10107600020005 | Ladda upp en bild av detta fornminne |
| Stigskull (Knislinge 5:1)       | Stenkammargrav              |              | Knislinge, Skåne    |       | 56.198867, 14.087306 | 10107600050001 | Ladda upp en bild av detta fornminne |
| Stigskull (Knislinge 5:2)       | Hög                         |              | Knislinge, Skåne    |       | 56.198418, 14.087446 | 10107600050002 | Ladda upp en bild av detta fornminne |
| Stigskull (Knislinge 5:3)       | Stensättning                |              | Knislinge, Skåne    |       | 56.198769, 14.087361 | 10107600050003 | Ladda upp en bild av detta fornminne |
| Knislinge 9:1                   | Hällristning                |              | Knislinge, Skåne    |       | 56.203601, 14.056991 | 10107600090001 | Ladda upp en bild av detta fornminne |
| Knislinge 10:1                  | Hällristning                |              | Knislinge, Skåne    |       | 56.202970, 14.065253 | 10107600100001 | Ladda upp en bild av detta fornminne |
| Knislinge 12:1                  | Hällristning                |              | Knislinge, Skåne    |       | 56.201707, 14.066922 | 10107600120001 | Ladda upp en bild av detta fornminne |
| Knislinge 13:1                  | Stensättning                |              | Knislinge, Skåne    |       | 56.203905, 14.055063 | 10107600130001 | Ladda upp en bild av detta fornminne |
| Knislinge 13:2                  | Stensättning                |              | Knislinge, Skåne    |       | 56.203996, 14.055245 | 10107600130002 | Ladda upp en bild av detta fornminne |
| Knislinge 14:1                  | Röse                        |              | Knislinge, Skåne    |       | 56.204616, 14.062876 | 10107600140001 | Ladda upp en bild av detta fornminne |
| Knislinge 15:1                  | Röse                        |              | Knislinge, Skåne    |       | 56.205905, 14.062152 | 10107600150001 | Ladda upp en bild av detta fornminne |
| Knislinge 18:1                  | Grav markerad av sten/block |              | Knislinge, Skåne    |       | 56.197334, 14.090955 | 10107600180001 | Ladda upp en bild av detta fornminne |
| Knislinge 18:2                  | Grav markerad av sten/block |              | Knislinge, Skåne    |       | 56.197507, 14.091047 | 10107600180002 | Ladda upp en bild av detta fornminne |
| Knislinge 18:3                  | Grav markerad av sten/block |              | Knislinge, Skåne    |       | 56.197453, 14.090882 | 10107600180003 | Ladda upp en bild av detta fornminne |
| Knislinge 19:1                  | Hällristning                |              | Knislinge, Skåne    |       | 56.198400, 14.090350 | 10107600190001 | Ladda upp en bild av detta fornminne |
| Knislinge 21:1                  | Hög                         |              | Knislinge, Skåne    |       | 56.217053, 14.067418 | 10107600210001 | Ladda upp en bild av detta fornminne |
| Knislinge 22:1                  | Hällristning                |              | Knislinge, Skåne    |       | 56.215229, 14.073643 | 10107600220001 | Ladda upp en bild av detta fornminne |
| Knislinge Furu (Knislinge 23:1) | Gravfält                    |              | Knislinge, Skåne    |       | 56.189587, 14.065742 | 10107600230001 | Ladda upp en bild av detta fornminne |
| Knislinge 24:1                  | Hällristning                |              | Knislinge, Skåne    |       | 56.198261, 14.088766 | 10107600240001 | Ladda upp en bild av detta fornminne |
| Knislinge 25:1                  | Hög                         |              | Knislinge, Skåne    |       | 56.198685, 14.084476 | 10107600250001 | Ladda upp en bild av detta fornminne |
| Knislinge 27:1                  | Hällristning                |              | Knislinge, Skåne    |       | 56.196721, 14.089256 | 10107600270001 | Ladda upp en bild av detta fornminne |
| Knislinge 28:1                  | Röse                        |              | Knislinge, Skåne    |       | 56.200478, 14.089951 | 10107600280001 | Ladda upp en bild av detta fornminne |
| Knislinge 29:1                  | Hällristning                |              | Knislinge, Skåne    |       | 56.196257, 14.084231 | 10107600290001 | Ladda upp en bild av detta fornminne |
| Knislinge 30:2                  | Stensättning                |              | Knislinge, Skåne    |       | 56.209824, 14.058819 | 10107600300002 | Ladda upp en bild av detta fornminne |
| Knislinge 30:3                  | Hällristning                |              | Knislinge, Skåne    |       | 56.210049, 14.059201 | 10107600300003 | Ladda upp en bild av detta fornminne |
| Knislinge 31:1                  | Hällristning                |              | Knislinge, Skåne    |       | 56.198287, 14.062253 | 10107600310001 | Ladda upp en bild av detta fornminne |
| Hasslekull (Knislinge 32:1)     | Stensättning                |              | Knislinge, Skåne    |       | 56.189761, 14.088965 | 10107600320001 | Ladda upp en bild av detta fornminne |
| Knislinge 33:1                  | Röse                        |              | Knislinge, Skåne    |       | 56.197179, 14.062127 | 10107600330001 | Ladda upp en bild av detta fornminne |
| Knislinge 33:2                  | Hällristning                |              | Knislinge, Skåne    |       | 56.197154, 14.062226 | 10107600330002 | Ladda upp en bild av detta fornminne |
| Knislinge 35:1                  | Hällristning                |              | Knislinge, Skåne    |       | 56.196672, 14.063461 | 10107600350001 | Ladda upp en bild av detta fornminne |
| Knislinge 36:1                  | Hög                         |              | Knislinge, Skåne    |       | 56.195264, 14.066801 | 10107600360001 | Ladda upp en bild av detta fornminne |
| Knislinge 38:1                  | Hällristning                |              | Knislinge, Skåne    |       | 56.194601, 14.059517 | 10107600380001 | Ladda upp en bild av detta fornminne |
| Knislinge 39:1                  | Röse                        |              | Knislinge, Skåne    |       | 56.200853, 14.091529 | 10107600390001 | Ladda upp en bild av detta fornminne |
| Knislinge 39:2                  | Stensättning                |              | Knislinge, Skåne    |       | 56.200598, 14.091650 | 10107600390002 | Ladda upp en bild av detta fornminne |
| Knislinge 40:1                  | Hällristning                |              | Knislinge, Skåne    |       | 56.190928, 14.085642 | 10107600400001 | Ladda upp en bild av detta fornminne |
| Knislinge 44:1                  | Hällristning                |              | Knislinge, Skåne    |       | 56.199722, 14.077689 | 10107600440001 | Ladda upp en bild av detta fornminne |
| Knislinge 48:1                  | Stensättning                |              | Knislinge, Skåne    |       | 56.197737, 14.091216 | 10107600480001 | Ladda upp en bild av detta fornminne |
| Knislinge 50:1                  | Stensättning                |              | Knislinge, Skåne    |       | 56.191236, 14.065794 | 10107600500001 | Ladda upp en bild av detta fornminne |
| Knislinge 50:2                  | Stensättning                |              | Knislinge, Skåne    |       | 56.191265, 14.065915 | 10107600500002 | Ladda upp en bild av detta fornminne |
| Knislinge 52:1                  | Hällristning                |              | Knislinge, Skåne    |       | 56.191620, 14.065668 | 10107600520001 | Ladda upp en bild av detta fornminne |
| Knislinge 53:1                  | Stensättning                |              | Knislinge, Skåne    |       | 56.191973, 14.064878 | 10107600530001 | Ladda upp en bild av detta fornminne |
| Knislinge 53:2                  | Stensättning                |              | Knislinge, Skåne    |       | 56.192050, 14.064957 | 10107600530002 | Ladda upp en bild av detta fornminne |
| Knislinge 54:1                  | Hällristning                |              | Knislinge, Skåne    |       | 56.192443, 14.059380 | 10107600540001 | Ladda upp en bild av detta fornminne |
| Knislinge 54:2                  | Hällristning                |              | Knislinge, Skåne    |       | 56.192739, 14.059752 | 10107600540002 | Ladda upp en bild av detta fornminne |
| Knislinge 55:1                  | Hög                         |              | Knislinge, Skåne    |       | 56.193320, 14.060430 | 10107600550001 | Ladda upp en bild av detta fornminne |
| Knislinge 56:1                  | Hällristning                |              | Knislinge, Skåne    |       | 56.194102, 14.060973 | 10107600560001 | Ladda upp en bild av detta fornminne |
| Knislinge 59:1                  | Hällristning                |              | Knislinge, Skåne    |       | 56.204290, 14.061760 | 10107600590001 | Ladda upp en bild av detta fornminne |
| Knislinge 64:1                  | Hällristning                |              | Knislinge, Skåne    |       | 56.175560, 14.155431 | 10107600640001 | Ladda upp en bild av detta fornminne |
| Knislinge 76:1                  | Stensättning                |              | Knislinge, Skåne    |       | 56.199170, 14.076051 | 10107600760001 | Ladda upp en bild av detta fornminne |
| Knislinge 76:2                  | Stensättning                |              | Knislinge, Skåne    |       | 56.199066, 14.076052 | 10107600760002 | Ladda upp en bild av detta fornminne |
| Knislinge 83:1                  | Hällristning                |              | Knislinge, Skåne    |       | 56.195668, 14.058785 | 10107600830001 | Ladda upp en bild av detta fornminne |
| Knislinge 84:1                  | Hällristning                |              | Knislinge, Skåne    |       | 56.198953, 14.067653 | 10107600840001 | Ladda upp en bild av detta fornminne |
| Knislinge 85:1                  | Hällristning                |              | Knislinge, Skåne    |       | 56.201633, 14.064751 | 10107600850001 | Ladda upp en bild av detta fornminne |
| Knislinge 86:1                  | Hällristning                |              | Knislinge, Skåne    |       | 56.208702, 14.060258 | 10107600860001 | Ladda upp en bild av detta fornminne |
| Knislinge 87:1                  | Hällristning                |              | Knislinge, Skåne    |       | 56.200387, 14.050237 | 10107600870001 | Ladda upp en bild av detta fornminne |
| Knislinge 88:1                  | Hällristning                |              | Knislinge, Skåne    |       | 56.198980, 14.090816 | 10107600880001 | Ladda upp en bild av detta fornminne |
| Knislinge 89:1                  | Hällristning                |              | Knislinge, Skåne    |       | 56.201229, 14.086826 | 10107600890001 | Ladda upp en bild av detta fornminne |
| Knislinge 90:1                  | Hällristning                |              | Knislinge, Skåne    |       | 56.199243, 14.088073 | 10107600900001 | Ladda upp en bild av detta fornminne |
| Knislinge 91:1                  | Hällristning                |              | Knislinge, Skåne    |       | 56.198171, 14.087220 | 10107600910001 | Ladda upp en bild av detta fornminne |
| Knislinge 92:1                  | Hällristning                |              | Knislinge, Skåne    |       | 56.216640, 14.067300 | 10107600920001 | Ladda upp en bild av detta fornminne |
| Knislinge 93:1                  | Hällristning                |              | Knislinge, Skåne    |       | 56.215424, 14.064237 | 10107600930001 | Ladda upp en bild av detta fornminne |
| Knislinge 94:1                  | Hällristning                |              | Knislinge, Skåne    |       | 56.214717, 14.064198 | 10107600940001 | Ladda upp en bild av detta fornminne |
| Knislinge 96:1                  | Begravningsplats            |              | Knislinge, Skåne    |       | 56.195743, 14.075593 | 10107600960001 | Ladda upp en bild av detta fornminne |

## Kviinge
| Namn                           | Lämningstyp                 | Tillkomsttid | Historisk indelning | Plats | Läge                 | ID-nr          | Bild                                 |
| ------------------------------ | --------------------------- | ------------ | ------------------- | ----- | -------------------- | -------------- | ------------------------------------ |
| Tvillingstenarna (Kviinge 7:1) | Grav markerad av sten/block |              | Kviinge, Skåne      |       | 56.147759, 14.101121 | 10107900070001 | Ladda upp en bild av detta fornminne |
| Tvillingstenarna (Kviinge 7:2) | Grav markerad av sten/block |              | Kviinge, Skåne      |       | 56.147757, 14.101092 | 10107900070002 | Ladda upp en bild av detta fornminne |
| Röfwarebacken (Kviinge 9:1)    | Röse                        |              | Kviinge, Skåne      |       | 56.131182, 14.109495 | 10107900090001 | Ladda upp en bild av detta fornminne |
| Röfwarebacken (Kviinge 9:2)    | Stensättning                |              | Kviinge, Skåne      |       | 56.131317, 14.109534 | 10107900090002 | Ladda upp en bild av detta fornminne |
| Röfwarebacken (Kviinge 9:3)    | Stensättning                |              | Kviinge, Skåne      |       | 56.131395, 14.109359 | 10107900090003 | Ladda upp en bild av detta fornminne |
| Hanaholm (Kviinge 10:1)        | Borg                        |              | Kviinge, Skåne      |       | 56.156954, 14.141663 | 10107900100001 | Ladda upp en bild av detta fornminne |
| Kviinge 18:1                   | Stensättning                |              | Kviinge, Skåne      |       | 56.160952, 14.054646 | 10107900180001 | Ladda upp en bild av detta fornminne |
| Kviinge 24:1                   | Hällristning                |              | Kviinge, Skåne      |       | 56.144071, 14.097909 | 10107900240001 | Ladda upp en bild av detta fornminne |

## Östra Broby
| Namn                             | Lämningstyp                 | Tillkomsttid | Historisk indelning | Plats | Läge                 | ID-nr          | Bild                                 |
| -------------------------------- | --------------------------- | ------------ | ------------------- | ----- | -------------------- | -------------- | ------------------------------------ |
| Östra Broby 3:2                  | Hällristning                |              | Östra Broby, Skåne  |       | 56.266478, 14.078621 | 10116100030002 | Ladda upp en bild av detta fornminne |
| Östra Broby 5:1                  | Stenkammargrav              |              | Östra Broby, Skåne  |       | 56.271429, 14.085429 | 10116100050001 | Ladda upp en bild av detta fornminne |
| Östra Broby 6:1                  | Hällristning                |              | Östra Broby, Skåne  |       | 56.249518, 14.074807 | 10116100060001 | Ladda upp en bild av detta fornminne |
| Östra Broby 6:2                  | Hällristning                |              | Östra Broby, Skåne  |       | 56.249316, 14.075127 | 10116100060002 | Ladda upp en bild av detta fornminne |
| Luggebjärsrör (Östra Broby 7:1)  | Hög                         |              | Östra Broby, Skåne  |       | 56.240292, 14.073762 | 10116100070001 | Ladda upp en bild av detta fornminne |
| Östra Broby 11:1                 | Hällristning                |              | Östra Broby, Skåne  |       | 56.231622, 14.067394 | 10116100110001 | Ladda upp en bild av detta fornminne |
| Östra Broby 11:2                 | Hällristning                |              | Östra Broby, Skåne  |       | 56.231547, 14.067612 | 10116100110002 | Ladda upp en bild av detta fornminne |
| Östra Broby 12:1                 | Stensättning                |              | Östra Broby, Skåne  |       | 56.229673, 14.068618 | 10116100120001 | Ladda upp en bild av detta fornminne |
| Östra Broby 12:2                 | Hällristning                |              | Östra Broby, Skåne  |       | 56.229657, 14.068393 | 10116100120002 | Ladda upp en bild av detta fornminne |
| Östra Broby 12:3                 | Hällristning                |              | Östra Broby, Skåne  |       | 56.229467, 14.068930 | 10116100120003 | Ladda upp en bild av detta fornminne |
| Östra Broby 18:1                 | Hällristning                |              | Östra Broby, Skåne  |       | 56.256354, 14.066284 | 10116100180001 | Ladda upp en bild av detta fornminne |
| Östra Broby 20:1                 | Hällristning                |              | Östra Broby, Skåne  |       | 56.258975, 14.058160 | 10116100200001 | Ladda upp en bild av detta fornminne |
| Östra Broby 22:1                 | Gravfält                    |              | Östra Broby, Skåne  |       | 56.277892, 14.099364 | 10116100220001 | Ladda upp en bild av detta fornminne |
| Östra Broby 23:1                 | Hällristning                |              | Östra Broby, Skåne  |       | 56.289885, 14.062862 | 10116100230001 | Ladda upp en bild av detta fornminne |
| Östra Broby 24:1                 | Grav markerad av sten/block |              | Östra Broby, Skåne  |       | 56.286563, 14.060698 | 10116100240001 | Ladda upp en bild av detta fornminne |
| Östra Broby 24:2                 | Grav markerad av sten/block |              | Östra Broby, Skåne  |       | 56.286532, 14.060580 | 10116100240002 | Ladda upp en bild av detta fornminne |
| Östra Broby 24:3                 | Grav markerad av sten/block |              | Östra Broby, Skåne  |       | 56.286467, 14.060674 | 10116100240003 | Ladda upp en bild av detta fornminne |
| Östra Broby 26:1                 | Stensättning                |              | Östra Broby, Skåne  |       | 56.314369, 14.013945 | 10116100260001 | Ladda upp en bild av detta fornminne |
| Södra Orhögen (Östra Broby 28:1) | Hällristning                |              | Östra Broby, Skåne  |       | 56.247844, 14.073610 | 10116100280001 | Ladda upp en bild av detta fornminne |
| Södra Orhögen (Östra Broby 28:2) | Hällristning                |              | Östra Broby, Skåne  |       | 56.247922, 14.073618 | 10116100280002 | Ladda upp en bild av detta fornminne |
| Östra Broby 29:1                 | Grav markerad av sten/block |              | Östra Broby, Skåne  |       | 56.305830, 14.022677 | 10116100290001 | Ladda upp en bild av detta fornminne |
| Östra Broby 30:1                 | Hällristning                |              | Östra Broby, Skåne  |       | 56.290655, 14.069746 | 10116100300001 | Ladda upp en bild av detta fornminne |
| Östra Broby 34:1                 | Hällristning                |              | Östra Broby, Skåne  |       | 56.257224, 14.120369 | 10116100340001 | Ladda upp en bild av detta fornminne |
| Östra Broby 35:1                 | Hög                         |              | Östra Broby, Skåne  |       | 56.257483, 14.120293 | 10116100350001 | Ladda upp en bild av detta fornminne |
| Östra Broby 35:2                 | Hällristning                |              | Östra Broby, Skåne  |       | 56.257529, 14.120343 | 10116100350002 | Ladda upp en bild av detta fornminne |
| Östra Broby 36:1                 | Stensättning                |              | Östra Broby, Skåne  |       | 56.255629, 14.120729 | 10116100360001 | Ladda upp en bild av detta fornminne |
| Östra Broby 36:2                 | Stensättning                |              | Östra Broby, Skåne  |       | 56.255579, 14.120628 | 10116100360002 | Ladda upp en bild av detta fornminne |
| Östra Broby 36:3                 | Stensättning                |              | Östra Broby, Skåne  |       | 56.255524, 14.120514 | 10116100360003 | Ladda upp en bild av detta fornminne |
| Östra Broby 37:1                 | Gravfält                    |              | Östra Broby, Skåne  |       | 56.255223, 14.119738 | 10116100370001 | Ladda upp en bild av detta fornminne |
| Östra Broby 38:1                 | Gravfält                    |              | Östra Broby, Skåne  |       | 56.254548, 14.118766 | 10116100380001 | Ladda upp en bild av detta fornminne |
| Östra Broby 39:1                 | Hällristning                |              | Östra Broby, Skåne  |       | 56.254117, 14.118514 | 10116100390001 | Ladda upp en bild av detta fornminne |
| Östra Broby 40:1                 | Hällristning                |              | Östra Broby, Skåne  |       | 56.255149, 14.120656 | 10116100400001 | Ladda upp en bild av detta fornminne |
| Östra Broby 41:1                 | Hällristning                |              | Östra Broby, Skåne  |       | 56.254934, 14.120482 | 10116100410001 | Ladda upp en bild av detta fornminne |
| Östra Broby 42:1                 | Hällristning                |              | Östra Broby, Skåne  |       | 56.256444, 14.121456 | 10116100420001 | Ladda upp en bild av detta fornminne |
| Östra Broby 43:1                 | Hällristning                |              | Östra Broby, Skåne  |       | 56.255935, 14.119569 | 10116100430001 | Ladda upp en bild av detta fornminne |
| Östra Broby 44:1                 | Hällristning                |              | Östra Broby, Skåne  |       | 56.255721, 14.119100 | 10116100440001 | Ladda upp en bild av detta fornminne |
| Östra Broby 45:1                 | Stensättning                |              | Östra Broby, Skåne  |       | 56.254207, 14.120581 | 10116100450001 | Ladda upp en bild av detta fornminne |
| Östra Broby 45:2                 | Stensättning                |              | Östra Broby, Skåne  |       | 56.254215, 14.120852 | 10116100450002 | Ladda upp en bild av detta fornminne |
| Östra Broby 46:1                 | Hällristning                |              | Östra Broby, Skåne  |       | 56.252971, 14.125862 | 10116100460001 | Ladda upp en bild av detta fornminne |
| Östra Broby 47:1                 | Hällristning                |              | Östra Broby, Skåne  |       | 56.259449, 14.129617 | 10116100470001 | Ladda upp en bild av detta fornminne |
| Östra Broby 50:1                 | Hällristning                |              | Östra Broby, Skåne  |       | 56.269269, 14.074047 | 10116100500001 | Ladda upp en bild av detta fornminne |
| Östra Broby 52:1                 | Hällristning                |              | Östra Broby, Skåne  |       | 56.257519, 14.119180 | 10116100520001 | Ladda upp en bild av detta fornminne |
| Östra Broby 52:2                 | Hällristning                |              | Östra Broby, Skåne  |       | 56.257663, 14.119212 | 10116100520002 | Ladda upp en bild av detta fornminne |
| Östra Broby 53:1                 | Hällristning                |              | Östra Broby, Skåne  |       | 56.258506, 14.118235 | 10116100530001 | Ladda upp en bild av detta fornminne |
| Östra Broby 54:1                 | Hällristning                |              | Östra Broby, Skåne  |       | 56.264187, 14.117118 | 10116100540001 | Ladda upp en bild av detta fornminne |
| Östra Broby 54:2                 | Grav markerad av sten/block |              | Östra Broby, Skåne  |       | 56.264125, 14.117098 | 10116100540002 | Ladda upp en bild av detta fornminne |
| Östra Broby 55:1                 | Hällristning                |              | Östra Broby, Skåne  |       | 56.261613, 14.116358 | 10116100550001 | Ladda upp en bild av detta fornminne |
| Östra Broby 56:1                 | Hällristning                |              | Östra Broby, Skåne  |       | 56.260592, 14.116432 | 10116100560001 | Ladda upp en bild av detta fornminne |
| Östra Broby 57:1                 | Hällristning                |              | Östra Broby, Skåne  |       | 56.260050, 14.116465 | 10116100570001 | Ladda upp en bild av detta fornminne |
| Östra Broby 59:1                 | Hällristning                |              | Östra Broby, Skåne  |       | 56.258196, 14.122592 | 10116100590001 | Ladda upp en bild av detta fornminne |
| Östra Broby 60:1                 | Hällristning                |              | Östra Broby, Skåne  |       | 56.258923, 14.123206 | 10116100600001 | Ladda upp en bild av detta fornminne |
| Östra Broby 61:1                 | Hällristning                |              | Östra Broby, Skåne  |       | 56.259692, 14.126433 | 10116100610001 | Ladda upp en bild av detta fornminne |
| Östra Broby 62:1                 | Hällristning                |              | Östra Broby, Skåne  |       | 56.228682, 14.070055 | 10116100620001 | Ladda upp en bild av detta fornminne |
| Östra Broby 62:2                 | Hällristning                |              | Östra Broby, Skåne  |       | 56.228540, 14.070150 | 10116100620002 | Ladda upp en bild av detta fornminne |
| Östra Broby 63:1                 | Hällristning                |              | Östra Broby, Skåne  |       | 56.228170, 14.068141 | 10116100630001 | Ladda upp en bild av detta fornminne |
| Östra Broby 63:2                 | Hällristning                |              | Östra Broby, Skåne  |       | 56.227930, 14.068377 | 10116100630002 | Ladda upp en bild av detta fornminne |
| Östra Broby 64:1                 | Stensättning                |              | Östra Broby, Skåne  |       | 56.229963, 14.054634 | 10116100640001 | Ladda upp en bild av detta fornminne |
| Östra Broby 64:2                 | Stensättning                |              | Östra Broby, Skåne  |       | 56.229734, 14.054240 | 10116100640002 | Ladda upp en bild av detta fornminne |
| Östra Broby 64:3                 | Stensättning                |              | Östra Broby, Skåne  |       | 56.229678, 14.054642 | 10116100640003 | Ladda upp en bild av detta fornminne |
| Östra Broby 65:1                 | Stensättning                |              | Östra Broby, Skåne  |       | 56.230398, 14.055350 | 10116100650001 | Ladda upp en bild av detta fornminne |
| Östra Broby 66:1                 | Röse                        |              | Östra Broby, Skåne  |       | 56.231594, 14.055951 | 10116100660001 | Ladda upp en bild av detta fornminne |
| Östra Broby 66:2                 | Stensättning                |              | Östra Broby, Skåne  |       | 56.231761, 14.056203 | 10116100660002 | Ladda upp en bild av detta fornminne |
| Östra Broby 67:1                 | Stensättning                |              | Östra Broby, Skåne  |       | 56.231087, 14.051468 | 10116100670001 | Ladda upp en bild av detta fornminne |
| Östra Broby 67:2                 | Stensättning                |              | Östra Broby, Skåne  |       | 56.231037, 14.051077 | 10116100670002 | Ladda upp en bild av detta fornminne |
| Östra Broby 67:3                 | Stensättning                |              | Östra Broby, Skåne  |       | 56.230863, 14.051211 | 10116100670003 | Ladda upp en bild av detta fornminne |
| Östra Broby 68:1                 | Gravfält                    |              | Östra Broby, Skåne  |       | 56.232238, 14.051604 | 10116100680001 | Ladda upp en bild av detta fornminne |
| Östra Broby 69:1                 | Hällristning                |              | Östra Broby, Skåne  |       | 56.261921, 14.117472 | 10116100690001 | Ladda upp en bild av detta fornminne |
| Östra Broby 70:1                 | Gravfält                    |              | Östra Broby, Skåne  |       | 56.246888, 14.062211 | 10116100700001 | Ladda upp en bild av detta fornminne |
| Östra Broby 71:1                 | Röse                        |              | Östra Broby, Skåne  |       | 56.236361, 14.058796 | 10116100710001 | Ladda upp en bild av detta fornminne |
| Östra Broby 72:1                 | Stensättning                |              | Östra Broby, Skåne  |       | 56.229525, 14.051677 | 10116100720001 | Ladda upp en bild av detta fornminne |
| Östra Broby 72:3                 | Stensättning                |              | Östra Broby, Skåne  |       | 56.229521, 14.052072 | 10116100720003 | Ladda upp en bild av detta fornminne |
| Östra Broby 73:1                 | Röse                        |              | Östra Broby, Skåne  |       | 56.229472, 14.050440 | 10116100730001 | Ladda upp en bild av detta fornminne |
| Östra Broby 74:1                 | Stensättning                |              | Östra Broby, Skåne  |       | 56.235869, 14.056582 | 10116100740001 | Ladda upp en bild av detta fornminne |
| Östra Broby 75:1                 | Hällristning                |              | Östra Broby, Skåne  |       | 56.247062, 14.015436 | 10116100750001 | Ladda upp en bild av detta fornminne |
| Östra Broby 76:1                 | Stensättning                |              | Östra Broby, Skåne  |       | 56.234069, 14.044207 | 10116100760001 | Ladda upp en bild av detta fornminne |
| Östra Broby 77:1                 | Röse                        |              | Östra Broby, Skåne  |       | 56.236267, 14.041783 | 10116100770001 | Ladda upp en bild av detta fornminne |
| Östra Broby 79:1                 | Stensättning                |              | Östra Broby, Skåne  |       | 56.234026, 14.034968 | 10116100790001 | Ladda upp en bild av detta fornminne |
| Östra Broby 80:1                 | Hällristning                |              | Östra Broby, Skåne  |       | 56.259578, 14.002029 | 10116100800001 | Ladda upp en bild av detta fornminne |
| Östra Broby 82:1                 | Stensättning                |              | Östra Broby, Skåne  |       | 56.237862, 14.016584 | 10116100820001 | Ladda upp en bild av detta fornminne |
| Östra Broby 85:1                 | Röse                        |              | Östra Broby, Skåne  |       | 56.282186, 14.021251 | 10116100850001 | Ladda upp en bild av detta fornminne |
| Östra Broby 85:2                 | Stensättning                |              | Östra Broby, Skåne  |       | 56.281999, 14.021280 | 10116100850002 | Ladda upp en bild av detta fornminne |
| Östra Broby 86:1                 | Hällristning                |              | Östra Broby, Skåne  |       | 56.273489, 14.053344 | 10116100860001 | Ladda upp en bild av detta fornminne |
| Östra Broby 86:2                 | Hällristning                |              | Östra Broby, Skåne  |       | 56.273440, 14.053483 | 10116100860002 | Ladda upp en bild av detta fornminne |
| Östra Broby 86:3                 | Hällristning                |              | Östra Broby, Skåne  |       | 56.273555, 14.053414 | 10116100860003 | Ladda upp en bild av detta fornminne |
| Östra Broby 87:1                 | Hällristning                |              | Östra Broby, Skåne  |       | 56.281280, 14.111136 | 10116100870001 | Ladda upp en bild av detta fornminne |
| Östra Broby 92:1                 | Hällristning                |              | Östra Broby, Skåne  |       | 56.261144, 14.069861 | 10116100920001 | Ladda upp en bild av detta fornminne |
| Östra Broby 94:1                 | Kyrka/kapell                |              | Östra Broby, Skåne  |       | 56.305879, 14.021652 | 10116100940001 | Ladda upp en bild av detta fornminne |
| Östra Broby 97:1                 | Hällristning                |              | Östra Broby, Skåne  |       | 56.258387, 14.080989 | 10116100970001 | Ladda upp en bild av detta fornminne |
| Östra Broby 97:2                 | Hällristning                |              | Östra Broby, Skåne  |       | 56.258473, 14.080890 | 10116100970002 | Ladda upp en bild av detta fornminne |
| Östra Broby 102:1                | Hällristning                |              | Östra Broby, Skåne  |       | 56.258027, 14.110471 | 10116101020001 | Ladda upp en bild av detta fornminne |
| Östra Broby 102:2                | Hällristning                |              | Östra Broby, Skåne  |       | 56.258067, 14.110498 | 10116101020002 | Ladda upp en bild av detta fornminne |
| Östra Broby 102:3                | Hällristning                |              | Östra Broby, Skåne  |       | 56.257982, 14.110474 | 10116101020003 | Ladda upp en bild av detta fornminne |
| Östra Broby 103:1                | Hällristning                |              | Östra Broby, Skåne  |       | 56.255785, 14.120141 | 10116101030001 | Ladda upp en bild av detta fornminne |
| Östra Broby 105:1                | Stensättning                |              | Östra Broby, Skåne  |       | 56.269589, 14.084784 | 10116101050001 | Ladda upp en bild av detta fornminne |
| Östra Broby 106:1                | Stensättning                |              | Östra Broby, Skåne  |       | 56.273139, 14.074935 | 10116101060001 | Ladda upp en bild av detta fornminne |
| Östra Broby 107:1                | Hällristning                |              | Östra Broby, Skåne  |       | 56.270320, 14.076037 | 10116101070001 | Ladda upp en bild av detta fornminne |
| Östra Broby 108:1                | Hällristning                |              | Östra Broby, Skåne  |       | 56.269714, 14.076819 | 10116101080001 | Ladda upp en bild av detta fornminne |
| Östra Broby 112:1                | Hällristning                |              | Östra Broby, Skåne  |       | 56.227111, 14.051956 | 10116101120001 | Ladda upp en bild av detta fornminne |
| Östra Broby 112:2                | Stensättning                |              | Östra Broby, Skåne  |       | 56.226800, 14.052131 | 10116101120002 | Ladda upp en bild av detta fornminne |
| Östra Broby 116:1                | Stensättning                |              | Östra Broby, Skåne  |       | 56.226725, 14.068996 | 10116101160001 | Ladda upp en bild av detta fornminne |
| Östra Broby 119:1                | Hällristning                |              | Östra Broby, Skåne  |       | 56.229003, 14.067868 | 10116101190001 | Ladda upp en bild av detta fornminne |
| Östra Broby 120:1                | Hällristning                |              | Östra Broby, Skåne  |       | 56.228784, 14.068746 | 10116101200001 | Ladda upp en bild av detta fornminne |
| Östra Broby 121:1                | Hällristning                |              | Östra Broby, Skåne  |       | 56.227909, 14.070130 | 10116101210001 | Ladda upp en bild av detta fornminne |
| Östra Broby 121:2                | Hällristning                |              | Östra Broby, Skåne  |       | 56.228003, 14.070378 | 10116101210002 | Ladda upp en bild av detta fornminne |
| Östra Broby 122:1                | Hällristning                |              | Östra Broby, Skåne  |       | 56.226640, 14.069632 | 10116101220001 | Ladda upp en bild av detta fornminne |
| Östra Broby 123:1                | Röse                        |              | Östra Broby, Skåne  |       | 56.231270, 14.053381 | 10116101230001 | Ladda upp en bild av detta fornminne |
| Östra Broby 123:2                | Stensättning                |              | Östra Broby, Skåne  |       | 56.231010, 14.053634 | 10116101230002 | Ladda upp en bild av detta fornminne |
| Östra Broby 125:1                | Röse                        |              | Östra Broby, Skåne  |       | 56.228665, 14.051474 | 10116101250001 | Ladda upp en bild av detta fornminne |
| Östra Broby 125:2                | Stensättning                |              | Östra Broby, Skåne  |       | 56.228478, 14.051057 | 10116101250002 | Ladda upp en bild av detta fornminne |
| Östra Broby 126:1                | Hällristning                |              | Östra Broby, Skåne  |       | 56.232688, 14.066988 | 10116101260001 | Ladda upp en bild av detta fornminne |
| Östra Broby 126:2                | Hällristning                |              | Östra Broby, Skåne  |       | 56.232861, 14.066906 | 10116101260002 | Ladda upp en bild av detta fornminne |
| Östra Broby 128:1                | Hällristning                |              | Östra Broby, Skåne  |       | 56.235566, 14.072411 | 10116101280001 | Ladda upp en bild av detta fornminne |
| Östra Broby 129:1                | Stensättning                |              | Östra Broby, Skåne  |       | 56.232928, 14.054300 | 10116101290001 | Ladda upp en bild av detta fornminne |
| Östra Broby 129:2                | Stensättning                |              | Östra Broby, Skåne  |       | 56.232718, 14.054136 | 10116101290002 | Ladda upp en bild av detta fornminne |
| Östra Broby 130:1                | Hällristning                |              | Östra Broby, Skåne  |       | 56.236639, 14.071895 | 10116101300001 | Ladda upp en bild av detta fornminne |
| Östra Broby 131:1                | Hällristning                |              | Östra Broby, Skåne  |       | 56.239418, 14.073652 | 10116101310001 | Ladda upp en bild av detta fornminne |
| Östra Broby 136:1                | Hällristning                |              | Östra Broby, Skåne  |       | 56.235828, 14.054795 | 10116101360001 | Ladda upp en bild av detta fornminne |
| Östra Broby 138:1                | Stensättning                |              | Östra Broby, Skåne  |       | 56.237102, 14.056242 | 10116101380001 | Ladda upp en bild av detta fornminne |
| Östra Broby 139:1                | Hällristning                |              | Östra Broby, Skåne  |       | 56.236203, 14.056244 | 10116101390001 | Ladda upp en bild av detta fornminne |
| Östra Broby 140:1                | Stensättning                |              | Östra Broby, Skåne  |       | 56.239014, 14.056809 | 10116101400001 | Ladda upp en bild av detta fornminne |
| Östra Broby 140:2                | Stensättning                |              | Östra Broby, Skåne  |       | 56.239300, 14.056672 | 10116101400002 | Ladda upp en bild av detta fornminne |
| Östra Broby 141:1                | Hällristning                |              | Östra Broby, Skåne  |       | 56.242432, 14.057915 | 10116101410001 | Ladda upp en bild av detta fornminne |
| Östra Broby 143:1                | Stensättning                |              | Östra Broby, Skåne  |       | 56.231987, 14.040160 | 10116101430001 | Ladda upp en bild av detta fornminne |
| Östra Broby 143:2                | Stensättning                |              | Östra Broby, Skåne  |       | 56.232086, 14.040137 | 10116101430002 | Ladda upp en bild av detta fornminne |
| Östra Broby 143:3                | Stensättning                |              | Östra Broby, Skåne  |       | 56.232064, 14.040307 | 10116101430003 | Ladda upp en bild av detta fornminne |
| Östra Broby 144:1                | Röse                        |              | Östra Broby, Skåne  |       | 56.234034, 14.040979 | 10116101440001 | Ladda upp en bild av detta fornminne |
| Östra Broby 149:1                | Hällristning                |              | Östra Broby, Skåne  |       | 56.249864, 14.060456 | 10116101490001 | Ladda upp en bild av detta fornminne |
| Östra Broby 156:1                | Stensättning                |              | Östra Broby, Skåne  |       | 56.239524, 14.037515 | 10116101560001 | Ladda upp en bild av detta fornminne |
| Östra Broby 156:2                | Stensättning                |              | Östra Broby, Skåne  |       | 56.239404, 14.037467 | 10116101560002 | Ladda upp en bild av detta fornminne |
| Östra Broby 162:1                | Hällristning                |              | Östra Broby, Skåne  |       | 56.290419, 14.058532 | 10116101620001 | Ladda upp en bild av detta fornminne |
| Östra Broby 169:1                | Hällristning                |              | Östra Broby, Skåne  |       | 56.280039, 14.056195 | 10116101690001 | Ladda upp en bild av detta fornminne |
| Östra Broby 171:1                | Stensättning                |              | Östra Broby, Skåne  |       | 56.282725, 14.056244 | 10116101710001 | Ladda upp en bild av detta fornminne |
| Östra Broby 172:1                | Hällristning                |              | Östra Broby, Skåne  |       | 56.262464, 14.058030 | 10116101720001 | Ladda upp en bild av detta fornminne |
| Östra Broby 173:1                | Stensättning                |              | Östra Broby, Skåne  |       | 56.265463, 14.062188 | 10116101730001 | Ladda upp en bild av detta fornminne |
| Östra Broby 179:1                | Hällristning                |              | Östra Broby, Skåne  |       | 56.272911, 14.041491 | 10116101790001 | Ladda upp en bild av detta fornminne |
| Östra Broby 179:2                | Hällristning                |              | Östra Broby, Skåne  |       | 56.272850, 14.041404 | 10116101790002 | Ladda upp en bild av detta fornminne |
| Östra Broby 179:3                | Hällristning                |              | Östra Broby, Skåne  |       | 56.272942, 14.041392 | 10116101790003 | Ladda upp en bild av detta fornminne |
| Östra Broby 180:1                | Hällristning                |              | Östra Broby, Skåne  |       | 56.270599, 14.032015 | 10116101800001 | Ladda upp en bild av detta fornminne |
| Östra Broby 189:1                | Hällristning                |              | Östra Broby, Skåne  |       | 56.261325, 14.045737 | 10116101890001 | Ladda upp en bild av detta fornminne |
| Östra Broby 192:1                | Stensättning                |              | Östra Broby, Skåne  |       | 56.257719, 14.036676 | 10116101920001 | Ladda upp en bild av detta fornminne |
| Östra Broby 196:1                | Stensättning                |              | Östra Broby, Skåne  |       | 56.256708, 14.041518 | 10116101960001 | Ladda upp en bild av detta fornminne |
| Östra Broby 198:1                | Röse                        |              | Östra Broby, Skåne  |       | 56.274931, 14.097287 | 10116101980001 | Ladda upp en bild av detta fornminne |
| Östra Broby 200:1                | Röse                        |              | Östra Broby, Skåne  |       | 56.281100, 14.090251 | 10116102000001 | Ladda upp en bild av detta fornminne |
| Östra Broby 200:2                | Stensättning                |              | Östra Broby, Skåne  |       | 56.280699, 14.089666 | 10116102000002 | Ladda upp en bild av detta fornminne |
| Östra Broby 201:1                | Stensättning                |              | Östra Broby, Skåne  |       | 56.278987, 14.100849 | 10116102010001 | Ladda upp en bild av detta fornminne |
| Östra Broby 201:2                | Hällristning                |              | Östra Broby, Skåne  |       | 56.278874, 14.101101 | 10116102010002 | Ladda upp en bild av detta fornminne |
| Östra Broby 204:1                | Röse                        |              | Östra Broby, Skåne  |       | 56.281855, 14.099274 | 10116102040001 | Ladda upp en bild av detta fornminne |
| Östra Broby 206:1                | Stensättning                |              | Östra Broby, Skåne  |       | 56.269526, 14.094507 | 10116102060001 | Ladda upp en bild av detta fornminne |
| Östra Broby 209:1                | Hällristning                |              | Östra Broby, Skåne  |       | 56.236466, 14.059216 | 10116102090001 | Ladda upp en bild av detta fornminne |
| Östra Broby 210:1                | Stensättning                |              | Östra Broby, Skåne  |       | 56.263285, 14.060076 | 10116102100001 | Ladda upp en bild av detta fornminne |
| Östra Broby 211:1                | Hällristning                |              | Östra Broby, Skåne  |       | 56.256200, 14.109146 | 10116102110001 | Ladda upp en bild av detta fornminne |
| Östra Broby 211:2                | Hällristning                |              | Östra Broby, Skåne  |       | 56.256249, 14.109017 | 10116102110002 | Ladda upp en bild av detta fornminne |
| Östra Broby 212:1                | Stensättning                |              | Östra Broby, Skåne  |       | 56.262675, 14.117759 | 10116102120001 | Ladda upp en bild av detta fornminne |
| Östra Broby 212:2                | Stensättning                |              | Östra Broby, Skåne  |       | 56.262533, 14.117798 | 10116102120002 | Ladda upp en bild av detta fornminne |
| Östra Broby 213:1                | Hällristning                |              | Östra Broby, Skåne  |       | 56.260401, 14.122854 | 10116102130001 | Ladda upp en bild av detta fornminne |
| Östra Broby 214:1                | Hällristning                |              | Östra Broby, Skåne  |       | 56.259329, 14.125266 | 10116102140001 | Ladda upp en bild av detta fornminne |
| Östra Broby 215:1                | Stensättning                |              | Östra Broby, Skåne  |       | 56.261207, 14.118201 | 10116102150001 | Ladda upp en bild av detta fornminne |
| Östra Broby 219:1                | Hällristning                |              | Östra Broby, Skåne  |       | 56.254229, 14.113505 | 10116102190001 | Ladda upp en bild av detta fornminne |
| Östra Broby 221:1                | Hällristning                |              | Östra Broby, Skåne  |       | 56.259258, 14.114499 | 10116102210001 | Ladda upp en bild av detta fornminne |
| Östra Broby 222:1                | Hällristning                |              | Östra Broby, Skåne  |       | 56.260116, 14.114472 | 10116102220001 | Ladda upp en bild av detta fornminne |
| Östra Broby 223:1                | Hällristning                |              | Östra Broby, Skåne  |       | 56.261192, 14.115724 | 10116102230001 | Ladda upp en bild av detta fornminne |
| Östra Broby 237:1                | Stensättning                |              | Östra Broby, Skåne  |       | 56.258715, 14.120301 | 10116102370001 | Ladda upp en bild av detta fornminne |
| Östra Broby 238:1                | Stensättning                |              | Östra Broby, Skåne  |       | 56.258742, 14.119346 | 10116102380001 | Ladda upp en bild av detta fornminne |
| Östra Broby 244:1                | Hällristning                |              | Östra Broby, Skåne  |       | 56.303463, 14.074625 | 10116102440001 | Ladda upp en bild av detta fornminne |
| Östra Broby 247:1                | Fästning/skans              |              | Östra Broby, Skåne  |       | 56.330478, 14.011429 | 10116102470001 | Ladda upp en bild av detta fornminne |
| Östra Broby 255:1                | Stensättning                |              | Östra Broby, Skåne  |       | 56.264271, 14.024324 | 10116102550001 | Ladda upp en bild av detta fornminne |
| Östra Broby 265:1                | Stensättning                |              | Östra Broby, Skåne  |       | 56.233144, 14.027457 | 10116102650001 | Ladda upp en bild av detta fornminne |
| Östra Broby 272:1                | Stensättning                |              | Östra Broby, Skåne  |       | 56.280552, 14.021652 | 10116102720001 | Ladda upp en bild av detta fornminne |
| Östra Broby 301:1                | Gravfält                    |              | Östra Broby, Skåne  |       | 56.265945, 14.093613 | 10116103010001 | Ladda upp en bild av detta fornminne |
| Östra Broby 302:1                | Hällristning                |              | Östra Broby, Skåne  |       | 56.266541, 14.095062 | 10116103020001 | Ladda upp en bild av detta fornminne |
| Östra Broby 303:1                | Hällristning                |              | Östra Broby, Skåne  |       | 56.264371, 14.098472 | 10116103030001 | Ladda upp en bild av detta fornminne |
| Östra Broby 304                  | Röse                        |              | Östra Broby, Skåne  |       | 56.231148, 14.053398 | 12000000052816 | Ladda upp en bild av detta fornminne |
| Östra Broby 305                  | Stensättning                |              | Östra Broby, Skåne  |       | 56.231260, 14.053373 | 12000000052817 | Ladda upp en bild av detta fornminne |
| Östra Broby 306                  | Stensättning                |              | Östra Broby, Skåne  |       | 56.235152, 14.055178 | 12000000052818 | Ladda upp en bild av detta fornminne |
| Östra Broby 307                  | Stensättning                |              | Östra Broby, Skåne  |       | 56.235154, 14.055176 | 12000000052819 | Ladda upp en bild av detta fornminne |